# Megadeth
Megadeth je americká thrashmetalová hudební skupina, kterou založili Dave Mustaine a David Ellefson roku 1983 v Los Angeles v Kalifornii. Mustaine tak učinil krátce poté, co byl vyhozen ze skupiny Metallica. Spolu se skupinami Metallica, Slayer a Anthrax jsou Megadeth neoficiálně označováni za tzv. „velkou čtyřku“ amerického thrash metalu – čtyři kapely odpovědné za jeho rozvoj a popularizaci. Pro písně skupiny je typická komplexní struktura a rychlé rytmické sekce; texty většinou pojednávají o politice, válce, smrti a v neposlední řadě náboženství.
Debutové album skupiny s názvem Killing Is My Business… and Business Is Good! vyšlo v roce 1985 pod nezávislým vydavatelstvím Combat Records a dočkalo se poměrně velkého úspěchu. Skupiny si všimla významnější hudební vydavatelství, což nakonec vedlo k podepsání smlouvy s Capitol Records. Druhé album, Peace Sells… but Who's Buying?, vyšlo v roce 1986 a ovlivnilo zejména undergroundovou metalovou scénu své doby. Užívání drog a osobní spory přinesly Megadeth v tomto období množství negativní publicity.
Poté, co se sestava stabilizovala, vydala skupina několik platinových alb, například Rust in Peace (1990) a Countdown to Extinction (1992). Spolu s několika turné po celém světě jim právě tato alba přinesla slávu a uznání veřejnosti. V roce 2002 Megadeth dočasně ukončili činnost kvůli zranění ruky, které utrpěl kytarista a zpěvák Dave Mustaine. V roce 2004 skupina činnost obnovila, ovšem bez baskytaristy Ellefsona, který se s Mustainem soudil. V roce 2010 se s Mustainem mimosoudně vyrovnal a ke kapele se vrátil. Od července roku 2005 skupina několikrát pořádala vlastní festivalové turné Gigantour.
Megadeth prodali za dobu svého působení celosvětově přes 38 milionů nosičů; šest z jejich patnácti studiových alb dostalo v USA platinovou desku a dvanáctkrát byli nominováni na cenu Grammy (vyhráli ji jednou, v roce 2017 s písní „Dystopia“ v kategorii Nejlepší metalový výkon). Maskot skupiny, Vic Rattlehead, se objevuje na přebalech téměř všech jejich alb a také vystupuje na pódiu během koncertů. V průběhu let skupina svou hudbou a texty vyvolala jistou kontroverzi; musela například zrušit několik plánovaných živých vystoupení a americká televizní stanice MTV odmítla hrát dva videoklipy, které podle nich tolerovaly sebevraždu.

## Historie

### 1983–1984: Vznik
Dave Mustaine byl od roku 1981 sólovým kytaristou skupiny Metallica, pro niž napsal několik prvních písní a obecně pozvedl její úroveň. Dne 11. dubna 1983 byl však ze skupiny vyhozen kvůli alkoholismu, drogám, sporům s ostatními členy a agresivnímu chování. Stalo se tak těsně před nahráváním debutového alba Kill 'Em All. Po svém vyhazovu si dal za cíl založit rychlejší a tvrdší skupinu, než je Metallica. V brožuře kalifornského senátora Alana Cranstona našel zmínku o termínu „megadeath“ (označujícím 1 milion obětí hypotetického jaderného konfliktu). Slovo se Mustainovi zalíbilo; brzy napsal první píseň své budoucí skupiny, kterou pojmenoval jako stejně znějící „Megadeth“.
Mustaine začal v Los Angeles hledat do kapely nové členy. Těmi se stali baskytarista David Ellefson a kytarista Greg Handevidt, kteří se přistěhovali z Minnesoty. Handevidt v kapele vydržel jen několik měsíců. Naproti tomu Ellefson (přezdívaný „Dave Junior“ či jen „Junior“, aby se odlišil od Mustaina) se stal po Mustainovi druhým nejdéle působícím členem v její historii. Navzdory počátečnímu nadšení měl Mustaine se sháněním ostatních členů problémy (zejména s pozicí bubeníka, od kterého vyžadoval, aby ovládal tzv. metrum). Za bicí nakonec usedl Lee Rausch. Po šesti měsících shánění zpěváka se Mustaine rozhodl, že jím bude on sám.
V roce 1984 skupina nahrála ve složení Mustaine, Ellefson a Rausch demo obsahující tři skladby. Nahrávka Last Rites vyšla 9. března. Objevily se na ní první verze skladeb „Last Rites/Loved to Death“, „The Skull Beneath the Skin“ a „Mechanix“, které skupina později vydala na svém debutovém albu. Kapele však stále chyběl druhý kytarista. Na jaře roku 1984 pozici nakrátko zastal Kerry King ze skupiny Slayer, ale brzy odešel. Současně došlo k výměně Rausche za Gara Samuelsona, který předtím hrál v jazzové kapele The New Yorkers společně s kytaristou Chrisem Polandem, jenž se v prosinci 1984 stal novým sólovým kytaristou.

### 1985:Killing Is My Business… and Business Is Good!

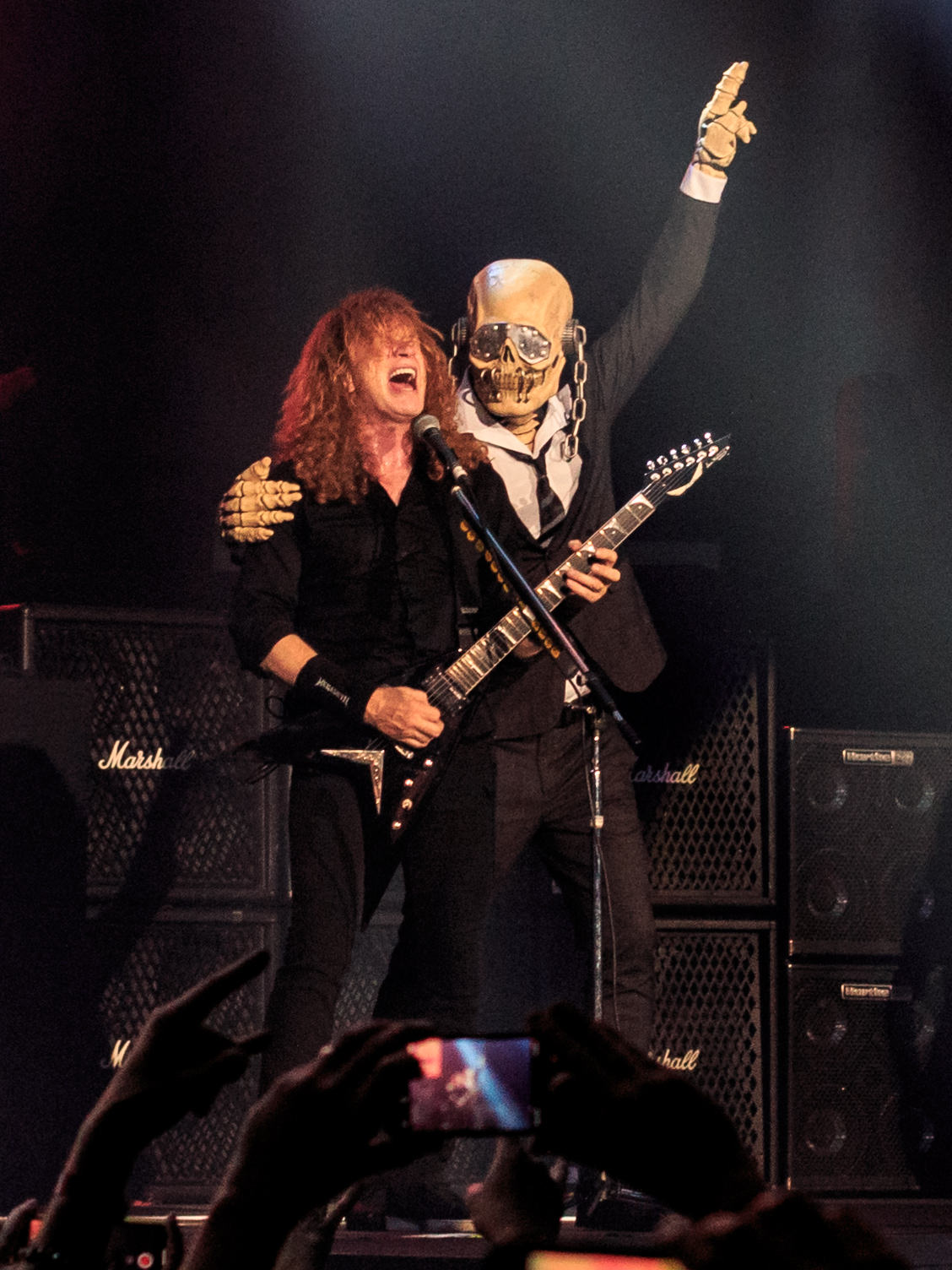
Maskot Vic Rattlehead, vedle něj Dave Mustaine (2018)

Pro debutové album Megadeth se Dave Mustaine rozhodoval mezi několika vydavatelstvími. Nakonec podepsal smlouvu s Combat Records, nezávislým newyorským vydavatelstvím, které mu na nahrávání a následné turné nabídlo nejvyšší částku (8 000 dolarů). Členové skupiny utratili polovinu rozpočtu za jídlo, alkohol a drogy; následně vyhodili producenta a nahrávku dokončili sami.
Navzdory nepříliš valné zvukové kvalitě, způsobené nedostatkem financí, se album těšilo oblibě (především na undergroundové scéně) a o skupinu se začala zajímat velká vydavatelství. Hudební kritik a spisovatel Joel McIver nahrávku ocenil zejména po technické stránce a uvedl, že zvedla laťku pro celou thrashmetalovou scénu a přinutila kytaristy hrát přesněji a s větším zápalem. Na přebalu se poprvé objevil maskot Vic Rattlehead, kterého lze od té doby nalézt na přední straně či uvnitř bookletu drtivé většiny alb skupiny.
Součástí alba je skladba „Mechanix“, kterou Mustaine napsal během působení v kapele Metallica. Přesto, že při odchodu skupině zakázal použít své písně, Metallica píseň nahrála v pomalejším tempu, doprostřed přidala rytmickou sekci a vydala ji na svém debutovém albu jako „The Four Horsemen“. Další písní na desce je coververze „These Boots Are Made For Walkin'“ od Nancy Sinatry, v rychlejším tempu a s pozměněným textem. V 90. letech píseň vyvolala kontroverzi, když autor původního textu, Lee Hazlewood, označil Mustainovy změny v písni za odporné a ofenzivní. Pod výhrůžkou soudu byla píseň z pozdějších vydání alba (1995–2001) odstraněna.
V polovině roku 1985 se Megadeth po boku kanadské speedmetalové skupiny Exciter vydali na své první turné po Spojených státech, Killing for a Living Tour. Kytaristu Chrise Polanda, který se potýkal s drogovou závislosti, nahradil po dobu turné Mike Albert. Poland podstoupil léčbu a krátce před začátkem nahrávání dalšího studiového alba se do kapely vrátil.

### 1986–1987:Peace Sells… but Who'sBuying?

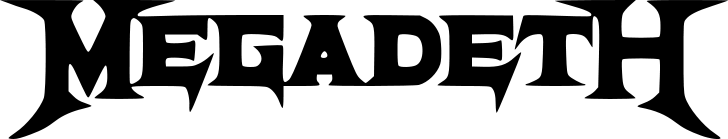
Logo Megadeth se v této podobě poprvé objevilo na druhém studiovém albu, od té doby je na všech nahrávkách skupiny.

Podle Mustaina byla skupina pod velkým tlakem, aby vytvořila další úspěšné album: „Druhá nahrávka je pro jakoukoli kapelu vším. Buď se posunete na další úroveň, nebo je to začátek konce.“ Všechny skladby vznikly poměrně rychle ve starém skladu na jihu od Los Angeles (hudbu složil Mustaine, ostatní členové se podíleli na uspořádání a technických detailech), poté začalo nahrávání.
Vydavatelství Combat Records poskytlo rozpočet 25 000 dolarů, se kterým však kapela nebyla spokojena a přešla ke Capitol Records. Vydavatelství koupilo práva k albu a najalo producenta Paula Laniho, aby remixoval několik již nahraných skladeb. Album s názvem Peace Sells… but Who's Buying? vyšlo v roce 1986; znát na něm byla jednak lepší úroveň produkce, jednak sofistikovanější hudba a texty. Mustaine chtěl, aby byly texty sociálně uvědomělé, na rozdíl od mainstreamových metalových kapel, které podle něj zpívaly o „hédonistických rozkoších“. Nahrávka se umístila na 76. pozici americkém žebříčku a později se stala zlatou. Album se proslavilo právě kritikou politiky a pomohlo Megadeth rozšířit fanouškovskou základnu. Politicky zaměřená titulní skladba vyšla jako hlavní singl a skupina k ní natočila i videoklip, který hojně vysílala hudební televizní stanice MTV.
V únoru 1987 hráli Megadeth jako předkapela na turné Constrictor Tour Alice Coopera a tentýž rok uspořádali první světové turné, na kterém hráli jako headliner. Trvalo téměř 18 měsíců, začalo ve Spojeném království a pokračovalo ve Spojených státech. V jeho průběhu uvažovali Mustaine a Ellefson o vyhození Samuelsona kvůli užívání drog; podle Mustainových slov ho už nezvládali, když byl pod vlivem. Samuelsonův přítel Poland jim to ale zakázal se slovy, že jako kapela musí držet při sobě. Ke konci turné doprovázel Megadeth bubeník Chuck Behler, protože členové skupiny se báli, že Samuelson nebude schopný pokračovat. Když se později Poland pohádal s Mustainem, protože potřeboval peníze na drogy, Mustaine jeho i Samuelsona vyhodil.
Behler se tedy stal plnohodnotným členem skupiny. Polanda nejprve nahradil Jay Reynolds ze skupiny Malice, která však záhy začala připravovat nové studiové album, takže na hraní s další kapelou neměl čas. Po šesti týdnech nahrávání třetího alba Megadeth ho nahradil jeho učitel hry na kytaru, Jeff Young.

### 1988–1989:So Far, So Good… So What!
Třetí studiové album s názvem So Far, So Good… So What! už mělo nahrávací rozpočet velkého vydavatelství a vznikalo přes pět měsíců. Produkci doprovázelo mnoho problémů, částečně způsobených Mustainovou drogovou závislostí. Sám později uvedl, že „produkce byla hrozná, právě kvůli drogám a kvůli našim tehdejším prioritám.“ Nesouhlasil s producentem Paulem Lanim, který měl v úmyslu nahrát bicí a činely zvlášť, což bylo pro rockové bubeníky něco naprosto neslýchaného. Jejich názory se nakonec rozešly natolik, že byl Lani nahrazen Michaelem Wagenerem, který provedl remix celé nahrávky.
So Far, So Good... So What! vyšlo v lednu roku 1988 a fanoušci i kritici ho přijali kladně. Jedna ze skladeb na albu je coververze „Anarchy in the U.K.“ od punkových Sex Pistols, ke které Mustaine pozměnil text; později tvrdil, že mu jen špatně rozuměl. Na podporu alba se Megadeth vydali na světové turné, které trvalo téměř osm měsíců. Ve Spojených státech hráli jako předkapela Dio (spolu se Savatage, v rámci turné Dream Evil) a také Iron Maiden na turné k jejich albu Seventh Son of a Seventh Son. Uspořádali také severoamerickou šňůru se skupinami Warlock a Sanctuary (první album Sanctuary, Refuge Denied, produkoval Mustaine) a cestu po Evropě, kde hráli s Testament, Nuclear Assault, Flotsam and Jetsam a opět s kapelou Sanctuary.
V červnu roku 1988 se Megadeth objevili v dokumentu Penelope Spheerisové s názvem The Decline of Western Civilization Part II: The Metal Years. Dokument pojednával o losangeleské heavymetalové scéně konce 80. let. Spheerisová, která Megadeth režírovala klip k písni „Wake Up Dead“, se je rozhodla uvést, aby vedle glammetalových skupin snímek představil i ty serióznější. Mustaina však film zklamal, protože spojoval Megadeth s kapelami, které podle něj za nic nestály.
V srpnu vystupovali Megadeth na festivalu Monsters of Rock v městečku Castle Donington ve Spojeném království před více než stotisícovým publikem. Skupina měla být i součástí evropského turné Monsters of Rock, ale po prvním koncertě turné opustila kvůli Ellefsonovi, který měl dlouhodobé problémy s drogami a podstoupil léčbu. Na koncertech je nahradila kapela Testament.
Krátce po Monsters of Rock Mustaine vyhodil Behlera a Younga a zrušil nadcházející turné po Austrálii. „Na turné se z malé pohraniční potyčky postupem času stala zuřící válka“, vzpomínal později: „Myslím, že hodně z nás bylo labilních kvůli drogám.“ Během turné si Mustaine všiml problémů, které kolem Behlera vznikaly, a přizval bubeníka Nicka Menzu jako technika. Menza zároveň sloužil jako záložník v případě, že by Behler nebyl schopný v turné pokračovat (jako dříve Behler za Samuelsona). Vyhazov Younga byl výsledkem Mustainova podezření, že měl poměr s jeho přítelkyní. Young toto nařčení ovšem popřel.
Skupina nebyla schopná za Younga rychle najít náhradu. V důsledku toho se rok 1989 stal prvním od začátku jejich kariéry, kdy se nezúčastnili turné, ani neuspořádali žádný koncert. Nahráli pouze coververzi „No More Mr. Nice Guy“ od Alice Coopera. Byla použita v soundtracku k hororovému filmu Shocker, který režíroval Wes Craven, a stala se velmi populární. K písni vznikl i videoklip, který režírovala Penelope Spheerisová. Natáčení označila za „héraklův úkol“, protože Mustainova drogová závislost byla natolik závažná, že mu znemožňovala hrát. V březnu 1989, kdy probíhaly konkurzy na nového kytaristu, byl Mustaine zatčen za držení omamných látek a řízení pod vlivem, když naboural do zaparkovaného auta, ve kterém seděl policista. Krátce poté musel podstoupit soudem předepsanou protidrogovou léčbu, a poprvé za deset let přestal drogy užívat.

### 1990–1991:Rust in Peace
S Mustainem neovlivněným užíváním omamných látek hledali Megadeth i nadále nového hlavního kytaristu. Mezi kandidáty patřili Lee Altus ze skupiny Heave a Eric Meyer z Dark Angel. Meyer dostal pozvání hned po Polandově odchodu, ale nakonec zůstal u Dark Angel. Podobně se zachoval Slash z Guns N Roses – s Mustainem a Ellefsonem několikrát hrál, ale členem se nestal. Nabídku odmítl i Dimebag Darrell z kapely Pantera, když Mustaine nevzal do Megadeth jeho bratra, bubeníka Vinnieho Paula, protože už přijal Nicka Menzu. Pozván byl i Criss Oliva, který se ale rozhodl zůstat u skupiny Savatage. Konkurzu se zúčastnil také osmnáctiletý Jeff Loomis, jenž později založil progressivemetalovou kapelu Nevermore. Mustainovi se ale zdál příliš mladý.

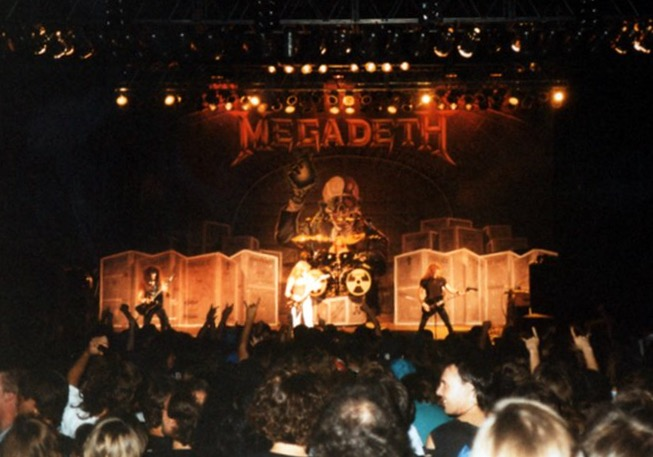
Megadeth vystupující ve Sloss Furnaces v Birminghamu v červenci 1991

Na doporučení Rona Laffitteho, jednoho z manažerů Capitol Records, se ujal pozice kytaristy Marty Friedman. Laffitte ho doporučil poté, co si poslechl Dragon's Kiss, Friedmanovu sólovou nahrávku z doby, kdy působil ve skupině Cacophony. Mustaine a Ellefson byli s Friedmanovým stylem spokojení a také jim připadalo, že jejich hudbě rozumí. S Friedmanem jako plnohodnotným členem tak vznikla sestava, kterou mnozí fanoušci považují za nejlepší. Takto oživená skupina začala v březnu roku 1990 spolu s koproducentem Mikem Clinkem v Los Angeles nahrávat své kritiky nejvíce vychvalované album, Rust in Peace. Skladby složili členové skupiny opět pod vlivem drog, kromě nově příchozího Martyho Friedmana. Clink se stal prvním producentem, který dokončil desku Megadeth, aniž by ho kapela vyhodila. Nahrávání bylo zdokumentováno ve videu Rusted Pieces, jež vyšlo v roce 1991 a na kterém je šest videoklipů a rozhovor se členy skupiny.
Rust in Peace vyšlo v září roku 1990. Ve Spojených státech se umístilo na 23. příčce žebříčku, ve Spojeném království na 8. příčce. Mustaine vyvinul styl psaní skladeb, který byl rytmicky komplexnější a s progresivními prvky. V písních se objevila delší kytarová sóla a časté změny tempa. Album upevnilo pozici Megadeth v hudebním průmyslu; dle magazínu Decibel definovalo celý thrashmetalový žánr. Robert Palmer z Rolling Stone vyzdvihl jednak technickou a zvukovou stránku alba, jednak Nicka Menzu, který dovedl kapelu ke skvělému výkonu. Z desky vzešly dva singly, „Holy Wars… The Punishment Due“ a „Hangar 18“. K oběma vznikl videoklip a staly se nedílnou součástí živých vystoupení. V roce 1991 obdrželo album nominaci na cenu Grammy za Nejlepší metalový výkon a v prosinci 1994 se stalo třetím platinovým albem skupiny.
Na začátku roku 1990 se Megadeth spolu s kapelami Slayer, Testament a Suicidal Tendencies zúčastnili úspěšného evropského turné Clash of the Titans. O rok později vznikla i čistě americká odnož, kterou uspořádali Megadeth, Slayer a Anthrax. Na turné se střídali v pozici hlavního účinkujícího, doprovázela je kapela Alice in Chains. Megadeth s Testament také na konci roku 1990 doprovázeli Judas Priest na jejich turné k albu Painkiller a hráli na historicky druhém festivalu Rock in Rio v lednu 1991. V červenci se jejich skladba „Go to Hell“ objevila ve filmu Bill & Ted's Bogus Journey.

### 1992–1993:Countdown to Extinction

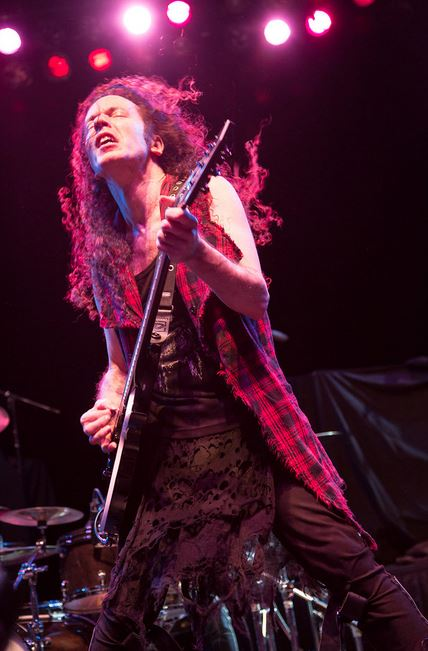
Marty Friedman, kytarista kapely v letech 1990–2000

Nahrávání pátého studiového alba začalo v lednu 1992 v Enterprise Studios v Kalifornii. Protože byla kapela spokojená s výkonem producenta Maxe Normana na Rust in Peace, přizvala ho i tentokrát. Ve studiu s ním strávili téměř čtyři měsíce, na jejichž konci stálo komerčně nejúspěšnější album Megadeth, Countdown to Extinction. Na psaní skladeb se podíleli všichni členové skupiny, název navrhl Menza. Ellefson vysvětlil, že skupina změnila svůj přístup a začala psát melodičtější písně.
Countdown to Extinction vyšlo v červenci roku 1992. Dostalo se na 2. místo žebříčku Billboard 200 a ve Spojených státech se stalo trojnásobně platinovým. Album mělo úspěch i v zahraničí a výrazně přispělo k rozšíření fanouškovské základny Megadeth. V roce 1993 bylo nominováno na cenu Grammy a jeho titulní skladba získala ocenění Genesis za zvýšení všeobecného povědomí o problematice práv zvířat. Ellefson později uvedl, že byl s Friedmanem zklamaný a šokovaný, že cenu Grammy nakonec nevyhráli: „Byla to dost zvláštní chvíle – jako by to množství práce, které vrcholilo právě v tu slibnou noc, bylo ve vteřině pryč.“
Světové turné na podporu alba odstartovalo na konci roku 1992, s doprovodnými kapelami Pantera a White Zombie. Na začátku roku 1993 uspořádali Megadeth také severoamerickou část, na které je doprovázela skupina Stone Temple Pilots. Turné však po měsíci skončilo a naplánované koncerty byly zrušeny, protože se Mustaine vrátil k užívání drog a skončil na pohotovosti. Po sedmi týdnech léčby se vrátil se skupinou do studia, aby mohli nahrát skladbu „Angry Again“. Objevila se na soundtracku k filmu Last Action Hero z roku 1993 a o rok později byla nominována na cenu Grammy.
V průběhu roku 1993 se Megadeth účastnili mnoha vystoupení v Evropě spolu se skupinou Metallica. Na prvním z nich, v Milton Keynes Bowl v Anglii, s nimi hrála také kapela Diamond Head. V červenci téhož roku hráli Megadeth jako předkapela Aerosmith v rámci jejich Get a Grip Tour, ale odehráli jen tři vystoupení. Podle Aerosmith „dostali padáka“ kvůli Mustainovu nevyzpytatelnému chování, podle Capitol Records to bylo kvůli „uměleckému omezení“. Po zrušení turné po Spojených státech se Megadeth vrátili do studia a nahráli skladbu „99 Ways to Die“, která vyšla na kompilačním albu The Beavis and Butt-Head Experience, kde se objevily písně různých skupin, prokládané komentářem hlavních postav z animovaného seriálu Beavis and Butt-head. Skladba byla nominována na cenu Grammy roku 1995 v kategorii Nejlepší metalový výkon. Megadeth také nahráli coververzi písně „Paranoid“ od Black Sabbath, která vyšla na albu Nativity in Black a dostala nominaci o rok později.

### 1994–1995:Youthanasia
Na začátku roku 1994 se Megadeth znovu spojili s producentem Maxem Normanem, aby mohli navázat na úspěšné album Countdown to Extinction. Protože tři členové skupiny bydleli v tu dobu v Arizoně, začalo nahrávání ve Phase Four Studios v hlavním městě Arizony, Phoenixu. Problémy s vybavením však donutily skupinu hledat nové studio ještě ve fázi předprodukce. Mustaine trval na nahrávání v Arizoně, ale Megadeth nebyli schopní najít vhodné prostory. Na Normanovu žádost si v Arizoně zařídili vlastní studio v pronajatém skladu, později pojmenované „Fat Planet in Hangar 18“. Během jeho výstavby probíhaly přípravy a psaní skladeb ve Vintage Recorders ve Phoenixu. Na Normanovu radu měly písně na albu Youthanasia pomalejší tempo, okolo 120 úderů za minutu. Kapela upustila od předchozích progresivních prvků a zaměřila se více na vokální melodie a jednodušší kompozice, vhodnější pro hraní v rádiu. Poprvé ve své historii Megadeth napsali a sestavili celé album ve studiu. Nahrávání bylo zdokumentováno a záznam z něj vyšel v roce 1995 jako Evolver: The Making of Youthanasia.
Po osmi měsících strávených ve studiu, v listopadu 1994, vyšlo album Youthanasia. Kromě 4. příčky v Billboard 200 se umístilo i na několika evropských žebříčcích. V den vydání se v Kanadě stalo zlatým a v USA o dva měsíce později platinovým. Na podporu alba Megadeth hráli na halloweenském představení „Night of the Living Megadeth“ v New Yorku, které vysílala živě MTV. V listopadu se dvakrát objevili v pořadu Late Show with David Letterman, kde zahráli „Train of Consequences“ a „À Tout le Monde“.
V listopadu 1994 začalo v Jižní Americe jedenáctiměsíční turné. Následující rok hráli Megadeth v Evropě a Severní Americe s několika předkapelami, mimo jiné Corrosion of Conformity, Fear Factory a Korn. V dubnu poprvé vystupovali v České republice. Turné vyvrcholilo vystoupením na festivalu Monsters of Rock v Brazílii, kde Megadeth hráli po boku Alice Coopera a Ozzyho Osbourna. V lednu 1995 se píseň „Diadems“ objevila na soundtracku k hororovému filmu Demon Knight. V červnu vydali Megadeth Hidden Treasures – EP se skladbami, které byly součástí soundtracků nebo jiných alb.

### 1996–1998:Cryptic Writings
Po dlouhém turné k albu Youthanasia si Megadeth dali po zbytek roku 1995 pauzu. Mustaine začal pracovat na svém vedlejším projektu MD.45, společně se zpěvákem Lee Vingem ze skupiny Fear. Doplnil je bubeník Jimmy DeGrasso. Marty Friedman si doma ve Phoenixu zřídil vlastní nahrávací studio a dokončil své čtvrté sólové album, které vyšlo v dubnu roku 1996. V září toho roku se Megadeth vydali do Londýna, kde začali psát skladby pro další studiovou nahrávku. Proces byl pod bedlivým dohledem nového manažera Buda Pragera, který přispěl mnoha texty a nápady; několik názvů písní skupina na jeho žádost změnila. Ohledně Pragerova vlivu se Mustaine vyjádřil takto: „Došel jsem k závěru, že mi třeba tenhle chlápek [Prager] pomůže vytvořit tu skvělou desku, po které jsem tak toužil.“ Album, nahrané v Nashvillu, bylo prvním v historii, kdy s Megadeth spolupracoval countrypopový producent Dann Huff, který se s Mustainem znal již z dřívějška.
Cryptic Writings vyšlo v červnu roku 1997. Album se umístilo na desáté pozici Billboard 200 a v USA se stalo zlatým. Hlavní singl „Trust“, který z alba vzešel, je se svým pátým místem největším úspěchem skupiny na žebříčku Mainstream Rock v historii. V roce 1998 byl nominován na cenu Grammy. Přestože se i zbylé tři singly umístily v nejlepší dvacítce Mainstream Rock Tracks chart, album v tisku obdrželo smíšený ohlas. Na desce se objevil rozmanitý soubor skladeb, který Los Angeles Times označily za „strhující rovnováhu“ mezi starší tvorbou a experimentálními písněmi. Stephne Thomas Erlewine z Allmusic hodnotil album jako odklon od thrashmetalových kořenů, na který však skupině chybí dovednost a představivost. Megadeth podle něj znějí unaveně, bez zápalu. Na otázky ohledně různorodosti alba reagoval Mustaine tvrzením, že je Cryptic Writings rozděleno na třetiny. První je založena na rychlejším, agresivnější metalu, na druhé jsou písně vhodné do rádia (jako ty na albu Youthanasia) a závěr je více melodický.
S více než roční pauzou od posledního vystoupení se Megadeth v červnu 1997 vydali na světové turné spolu s kapelou The Misfits. Hráli také ve Spojených státech, s Life of Agony a Coal Chamber. V červenci se zúčastnili festivalu Ozzfest, ale jen nakrátko – Menza údajně zjistil, že má nádor v koleni, a podstoupil operaci. Na zbytku turné ho nahradil Jimmy DeGrasso, který s Mustainem hrál již v MD.45. Ačkoliv měl původně být jen dočasný člen, po skončení turné v kapele zůstal. Mustaine později uvedl, že Menzu propustil kvůli svému přesvědčení, že ohledně rakoviny lhal.

### 1999–2000:Risk

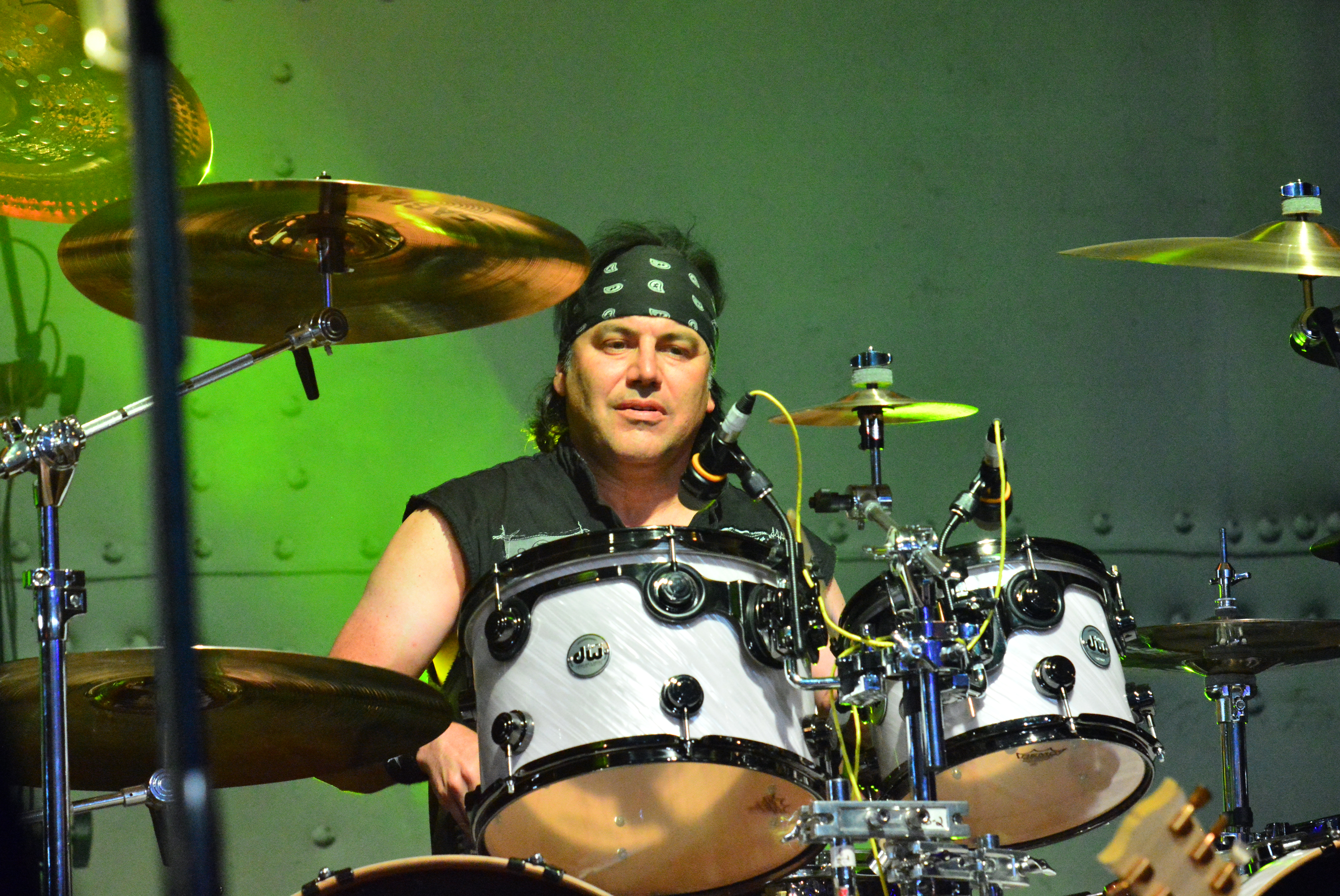
Menzův nástupce Jimmy DeGrasso

Po mainstreamovém úspěchu Cryptic Writings se Megadeth rozhodli opět spolupracovat s Dannem Huffem. Psaní skladeb začalo v lednu 1999 a i tentokrát na něj dohlížel manažer Bud Prager, kterému je připisováno spoluautorství pěti z dvanácti písní na albu. Vzhledem k vysokému očekávání po úspěšném singlu „Trust“ přesvědčil Prager Mustaina, aby dal Huffovi nad nahráváním ještě větší moc, čehož Mustaine později litoval.
Album s názvem Risk, vydané v srpnu roku 1999, bylo neúspěchem po kritické i komerční stránce a vyvolalo negativní odezvu řady dlouhodobých fanoušků. Přestože již jeho dva předchůdci kombinovali tradičněji znějící heavymetalový zvuk s rockovými prvky, na albu Risk metal v podstatě zcela chyběl. Co se týče hudebního směru kapely, Mustaine uvedl toto: „S albem Risk jsme se dostali až na úplné dno a já jsem si poté přísahal, že se vrátíme ke svým kořenům. Chvíli to trvalo.“ Přesto se album stalo ve Spojených státech zlatým. Hlavní singl, „Crush 'Em“, se stal součástí soundtracku Universal Soldier: The Return a byl používán jako nástupní hudba při NHL a profesionálních zápasech.
Dne 14. července 1999 zemřel ve věku 41 let bývalý bubeník skupiny, Gar Samuelson, na selhání jater. O tři dny později mu Mustaine věnoval skladbu „Peace Sells“ na vystoupení ve Woodstocku 1999. V červenci Megadeth také vydali coververzi „Never Say Die“ od Black Sabbath pro druhé album Nativity in Black. V září se vydali na turné na podporu alba Risk, v Evropě hráli spolu s Iron Maiden. Po třech měsících ohlásil Friedman svůj odchod, aby se mohl věnovat jiné tvorbě. Mustaine později uvedl: „Po albu Risk jsem řekl [Martymu], že se musíme vrátit ke kořenům a hrát metal, a on odešel.“ V lednu 2000 se novým kytaristou skupiny stal Al Pitrelli, původně člen Savatage a Trans-Siberian Orchestra.
V dubnu se Megadeth vrátili po studia a začali pracovat na devátém studiovém albu. Po měsíci dostali nabídku zúčastnit se turné Maximum Rock po boku Anthrax a Mötley Crüe. Megadeth přerušili nahrávání a v polovině roku hráli v Severní Americe. Skupina Anthrax z programu brzy vypadla, takže Megadeth se dělili o pozici headlinera jen s Mötley Crüe. Turné však celkově nebylo úspěšné a prodalo se jen málo vstupenek.

### 2000–2001:The World Needs a Hero

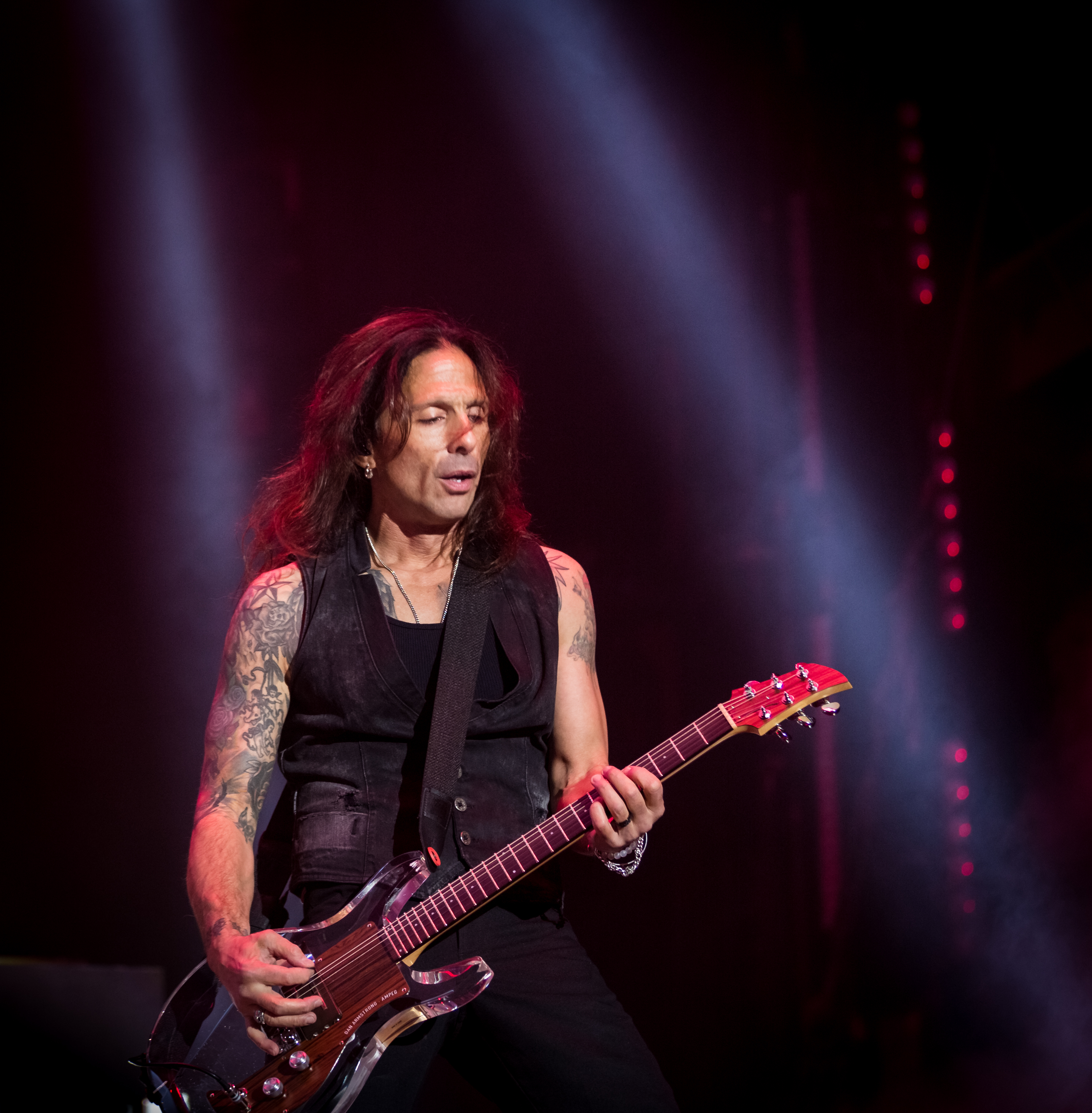
Al Pitrelli byl kytaristou od roku 2000 do rozpadu kapely

Po patnácti letech s Capitol Records zrušili Megadeth v červenci roku 2000 smlouvu. Podle Mustaina bylo příčinou rostoucí napětí mezi skupinou a managementem společnosti. Capitol Records kapele vrátili nejnovější nahrávky a vydali „best of“ album s názvem Capitol Punishment: The Megadeth Years, se dvěma novými skladbami „Kill the King“ a „Dread and the Fugitive Mind“. V říjnu se Megadeth vrátili do studia (album již bylo téměř hotové) a o měsíc později podepsali smlouvu se Sanctuary Records. V reakci na neúspěch Risk Mustaine Pragera vyhodil a produkci řídil sám. Sám také napsal všechny skladby, kromě „Promises“, na které se podílel i Pitrelli. Dva dny před vydáním The World Needs a Hero se Megadeth objevili na televizní stanici VH1 v jedné z epizod pořadu Behind the Music, kde vystupovali spolu s Mustainovými bývalými spoluhráči z Metallicy, Jamesem Hetfieldem a Larsem Ulrichem.
The World Needs a Hero vyšlo v květnu roku 2001 a na Billboard 200 se dostalo na sedmou pozici. Po předchozích dvou albech deska znamenala návrat k agresivnějšímu zvuku, ale podle kritiků přesto nesplnila očekávání. Mustaine nahrávku přirovnal k zaoceánské lodi na moři, snažící se najít správný kurs. Hlavní singl, „Moto Psycho“, se umístil na 22. místě žebříčku Mainstream Rock. V Malajsii bylo album zakázáno – vláda rozhodla, že přebal alba je „nevhodný pro jejich mládež“. Skupina zároveň musela zrušit plánovaný srpnový koncert v Kuala Lumpuru.
V polovině roku 2001 skupina hrála na evropském turné spolu s AC/DC a v září se s Iced Earth a Endo vydala do Ameriky. Mustaine fanouškům dovolil vybrat si vlastní setlist pro každé město. Kvůli útokům 11. září však byly všechny koncerty zrušeny, stejně tak plánované DVD z vystoupení v Argentině. Kapela místo toho zahrála dvakrát v Arizoně, 16. a 17. listopadu. Ze záznamu vystoupení vzniklo první živé album Megadeth, Rude Awakening. Ke konci roku vyšlo remasterované album Killing Is My Business… and Business Is Good!, s novým přebalem a několika bonusovými skladbami.

### 2002–2003: Rozpad

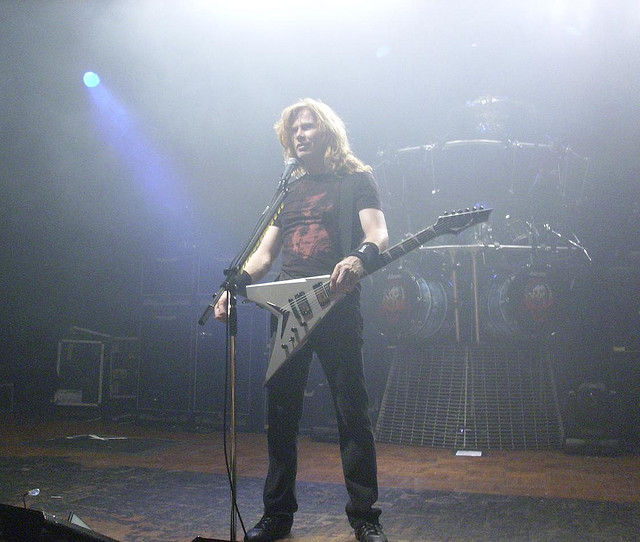
Mustaine v roce 2002 Megadeth rozpustil, protože utrpěl zranění ruky, které mu znemožnilo hrát na kytaru

V lednu roku 2002 byl Mustaine hospitalizován za účelem odstranění ledvinového kamene. Dostal analgetika, kvůli kterým znovu upadl do drogové závislosti. Po propuštění z nemocnice se zapsal do rehabilitačního centra v Texasu. V průběhu léčby usnul s levou paží přes opěradlo židle, což způsobilo stlačení radiálního nervu. Následně mu byla diagnostikována radiální neuropatie – téměř ztratil cit v levé ruce, nemohl ji ani sevřít v pěst.
Dne 3. dubna Mustaine veřejně oznámil, že Megadeth rozpouští, neboť mu zranění znemožňuje hrát. Následující čtyři měsíce docházel pět dní v týdnu na fyzioterapii. Aby splnili smlouvu se Sanctuary Records, vydali Megadeth kompilační album Still Alive… and Well?. První polovinu tvoří skladby nahrané živě ve Web Theatre ve Phoenixu, druhá polovina obsahuje skladby z The World Needs a Hero.
Po téměř ročním zotavování, zahrnujícím různé rehabilitace, fyzioterapii a elektroléčbu, začal Mustaine pracovat na albu, které se mělo stát debutem jeho sólové kariéry. Nahrávání probíhalo v říjnu 2003 spolu s hudebníky Vinniem Colaiutou a Jimmiem Lee Sloasem. Projekt byl pozastaven, když Mustaine souhlasil provést remixování a remastering předchozích osmi alb Megadeth pod Capitol Records, s opětovným nahráním částí, které byly původně bez jeho vědomí odstraněny či pozměněny.

### 2004–2005:The System Has Failed

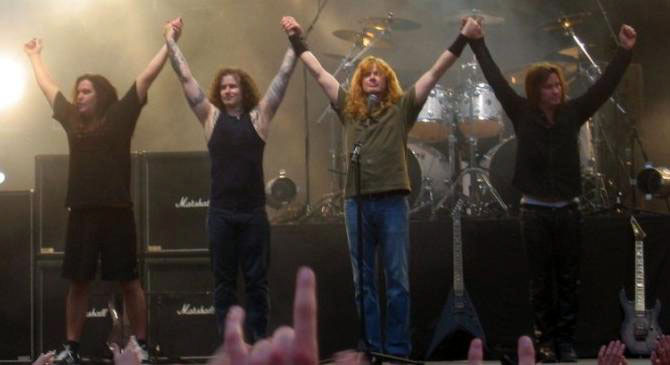
Sestava Megadeth z let 2004–2006: Shawn Drover, James MacDonough, Dave Mustaine a Glen Drover

V květnu 2004 se Mustaine vrátil ke svému sólovému projektu. Kvůli závazkům ve smlouvě s evropským vydavatelstvím EMI se však ukázalo, že album bude muset vyjít jako nahrávka Megadeth. Mustaine kapelu obnovil a kontaktoval zbytek úspěšné a u fanoušků oblíbené sestavy z dob Rust in Peace. Bubeník Nick Menza s návratem souhlasil, ale Marty Friedman a David Ellefson se s Mustainem nedohodli. Menza byl několik dní před turné na podporu nového alba poslán domů. Dle Mustaina nebyl na turné po Severní Americe dostatečně fyzický připravený, a také to mezi nimi „prostě nefungovalo“. S Mustainem spolupracoval na kytarových sólech po 20 letech Chris Poland, který hrál na prvních dvou albech kapely. Stálým členem skupiny se však podruhé nestal, chtěl se věnovat hlavně svému jazzfusionovému projektu OHM. V novém složení, které vydrželo dva roky, působili kromě Mustaina bratři Shawn a Glen Droverovi (bubeník a kytarista). Pozici baskytaristy zastával James McDonough, bývalý člen Iced Earth.
The System Has Failed vyšlo v září roku 2004. Kritika hlásila, že deska je návratem do formy. Magazín Revolver také hodnotil album kladně – „Nejvíce pomstychtivé, pronikavé a po hudební stránce komplexní album Megadeth od Countdown to Extinction z roku 1992.“ Jedná se o první desku v historii Megadeth bez Ellefsona. Nahrávka znamenala posun zvuku skupiny zpět k začátkům; publicista Amy Sciarretto z CMJ Music Report prohlásil, že se na albu objevily neothrashové riffy a ostré, politicky laděné texty. The System Has Failed se dostalo na 18. příčku Billboard 200 a hlavní singl „Die Dead Enough“ se umístil 21. na Mainstream Rock. Mustaine oznámil, že jde o poslední album Megadeth, skupina zakončí kariéru rozlučkovým turné a on se vydá na sólovou dráhu.
Megadeth se v říjnu vydali na světové turné s názvem Blackmail the Universe. Ve Spojených státech se k nim připojila kapela Exodus, v Evropě Dungeon a Diamond Head. V červnu roku 2005 vydala společnost Capitol Records kompilaci největších hitů – Greatest Hits: Back to the Start – sestávající z remixovaných a remasterovaných skladeb, které vybrali fanoušci.

### 2005–2006: Gigantour

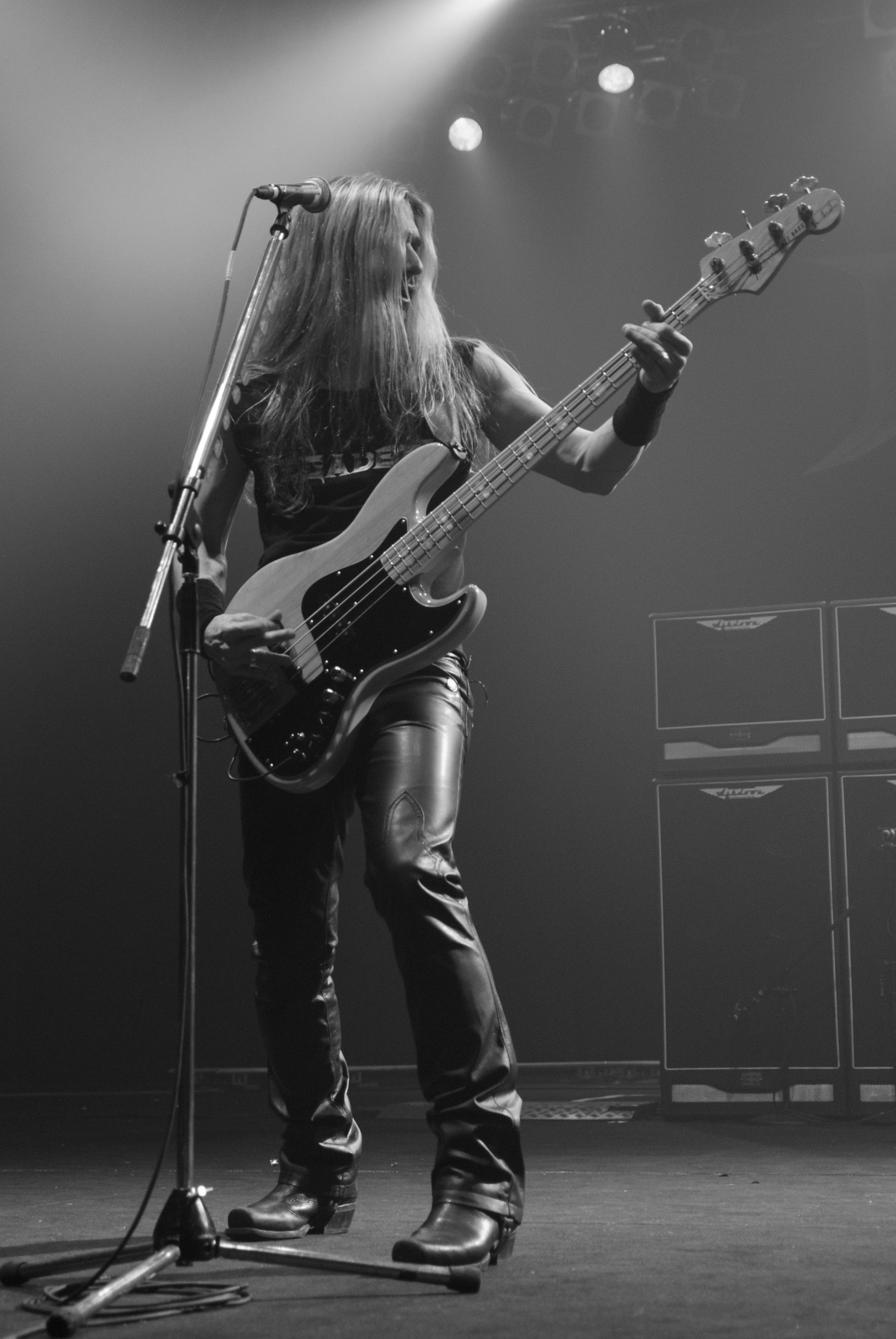
James LoMenzo byl baskytaristou Megadeth v letech 2006–2010

V polovině roku 2005 zorganizovali Megadeth každoroční thrashmetalové festivalové turné, Gigantour. Na zahajovacím turné vystupovali spolu s Dream Theater, Nevermore, Anthrax, Fear Factory a dalšími. Koncerty z Montréalu a Vancouveru byly nahrány a vyšly jako set živého CD a DVD v polovině roku 2006. Po úspěchu The System Has Failed a světového turné Blackmail the Universe oznámil Mustaine během vyprodaného koncertu na festivalu Pepsi Music v Argentině, že Megadeth svoji činnost neukončují. Záznam z tohoto vystoupení, kterého se zúčastnilo přes 25 000 lidí, vyšel v roce 2007 jako That One Night: Live in Buenos Aires.
Baskytarista James MacDonough se v únoru roku 2006 rozhodl skupinu z osobních důvodu opustit. Nahradil ho James LoMenzo, který v minulosti spolupracoval s Davidem Lee Rothem a skupinami White Lion a Black Label Society. Nová sestava debutovala na Dubai Desert Rock Festival ve Spojených arabských emirátech, spolu s kapelou Testament. V březnu vydalo Capitol Records sadu dvou DVD, Arsenal of Megadeth, s archivními záběry, rozhovory, záběry z živých vystoupení a množstvím videoklipů skupiny. Kvůli problémům s licencováním se na albu neobjevily ani skladby použité jako soundtrack, ani videa, která nenatočilo vydavatelství Capitol Records. Druhý Gigantour začal v létě roku 2006; Megadeth byli opět hlavními aktéry a turné se zúčastnily skupiny Lamb of God, Arch Enemy a Overkill. Tři koncerty proběhly v Austrálii, kde skupinu doprovázeli Soulfly, Arch Enemy a Caliban.

### 2006–2008:United Abominations

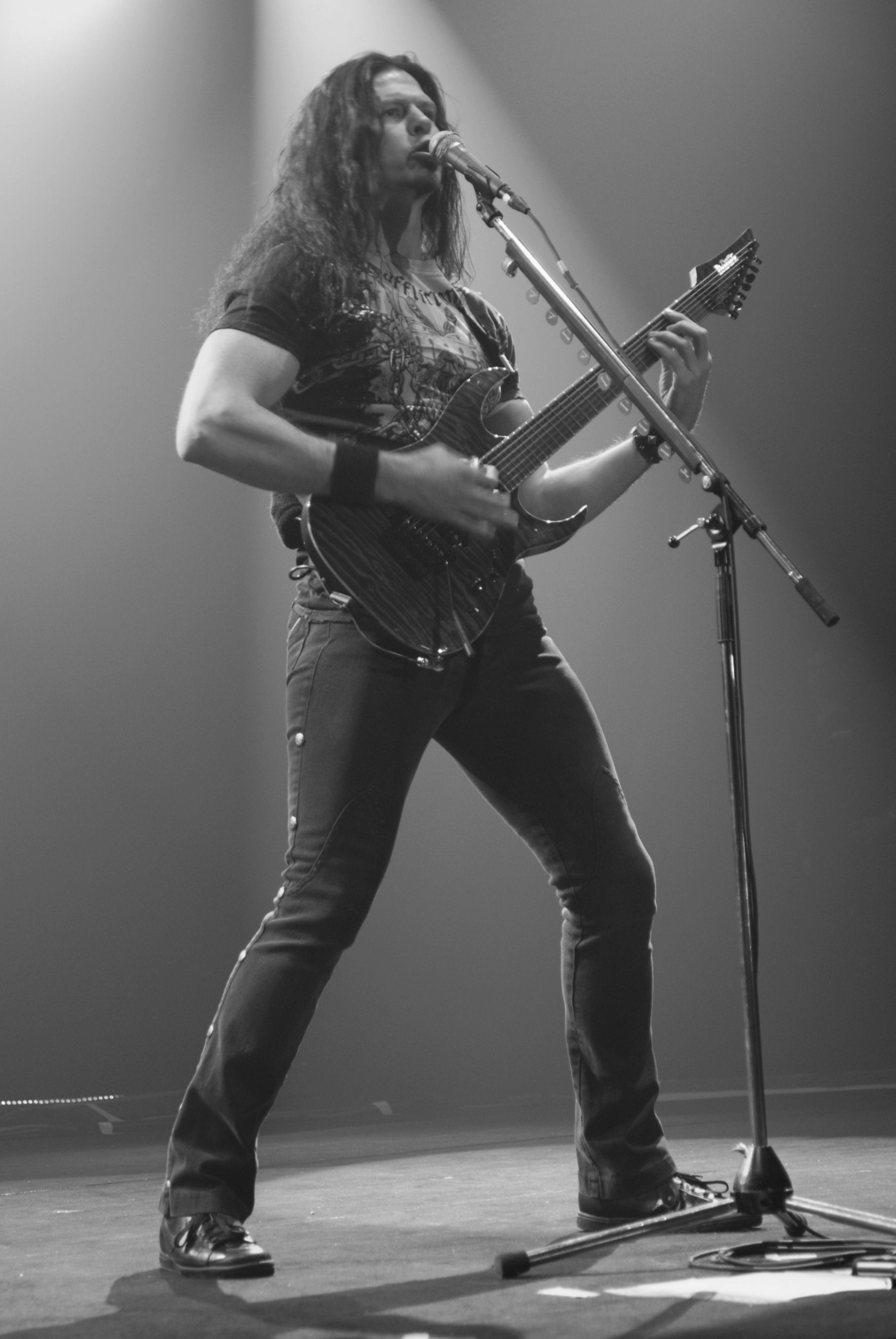
Kytarista Chris Broderick se k Megadeth připojil v roce 2008 jako náhrada za Glena Drovera

V květnu roku 2006 Megadeth oznámili, že jejich jedenácté studiové album, United Abominations, je téměř dokončené. Původně mělo vyjít v říjnu, ale Mustaine prohlásil, že skupina ještě provádí „finální úpravy“, a vydání odložil na květen následujícího roku. Vydání okomentoval slovy „Metalová scéna potřebuje nějakou pořádnou nahrávku. Myslím, že se nám to povedlo. Není to Rust in Peace 2, ale mohlo by to být album, díky kterému zapomenu na to všechno mezi tím.“ United Abominations je prvním albem skupiny, na kterém účinkovali Glen Drover, Shawn Drover a James Lomenzo. Jedna ze skladeb je novější verzi „À Tout le Monde“ z alba Youthanasia, nazvaná „À Tout le Monde (Set Me Free)“. Verze z roku 2007 je duet, na kterém s kapelou spolupracovala italská zpěvačka Cristina Scabbia ze skupiny Lacuna Coil. Skladba byla nahrána v rychlejším tempu a kytarové sólo je delší než v původní verzi.
United Abominations, vydané v květnu 2007, se umístilo na osmé příčce žebříčku Billboard 200 s prodejem 54 000 nosičů v prvním týdnu po vydání. V březnu začalo turné v Severní Americe, kde Megadeth hráli jako předkapela nově vzniklých Heaven and Hell. V Kanadě hráli Megadeth s kapelou Down, v USA s Machine Head. Následovalo letní turné po evropských festivalech. Později toho roku se Megadeth vrátili do Spojených států, aby uspořádali turné s názvem Tour of Duty. V listopadu zavítali v rámci Gigantour do Austrálie, kde je doprovázeli mj. Static-X, DevilDriver a Lacuna Coil.
V lednu roku 2008 Glen Drover skupinu opustil. Jako důvod uvedl, že ho častá turné unavují a že chce trávit více času s rodinou. Zmínil také osobní problémy s ostatními členy kapely. Nahradil ho Chris Broderick, původně kytarista kapel Nevermore a Jag Panzer. Po značně neformálním konkurzu u Mustaina doma se stal novým členem Megadeth; podle Mustainových slov to byl nejlepší kytarista, kterého kdy měli. Van Williams, bývalý Broderickův spoluhráč z Nevermore, Megadeth gratuloval k přijetí skvělého kytaristy a zároveň dobrého člověka.
Nová sestava vystupovala poprvé 4. února v Helsinki Ice Hall ve Finsku. Krátce nato začal třetí ročník Gigantour, s 29 naplánovanými koncerty po Severní Americe. Mustaine vystoupení Megadeth zkrátil, aby mohli vyniknout i ostatní účinkující – In Flames, Children of Bodom, Job for a Cowboy a High on Fire. Turné Tour of Duty pokračovalo v květnu a červnu v Jižní Americe. V září vyšlo kompilační album Anthology: Set the World Afire.

### 2009–2010:Endgame
V únoru 2009 měli Megadeth a Testament doprovázet Judas Priest na evropském turné „Priest Feast“. V tu dobu byla skupina Metallica uvedena do Rokenrolové síně slávy a její členové na akci přizvali Mustaina (ten se dozvěděl, že jemu se oné pocty nedostane, protože se nezúčastnil nahrávání žádného alba). Mustaine skupině upřímně pogratuloval a rozhodl se dodržet plánované turné s Judas Priest. V dubnu na turné Canadian Carnage Megadeth hráli po více než patnácti letech se Slayer. V červnu proběhly další čtyři koncerty, kde vystupovaly skupiny Machine Head a Suicide Silence.
V květnu dokončilo Megadeth nahrávání svého dvanáctého alba, Endgame. První recenzi skladbu po skladbě vypracoval magazín Metal Hammer. Turné na podporu alba trvalo od října do prosince. S Megadeth hrálo množství skupin, např. Machine Head, Suicide Silence a Warbringer. V lednu 2010 se měli vydat na turné American Carnage se Slayer a Testament, ale turné bylo odloženo na červenec, neboť frontman Slayer, Tom Araya, musel podstoupit operaci páteře. O několik týdnů později dostali Megadeth osmou nominaci na cenu Grammy, tentokrát v kategorii Nejlepší metalový výkon s písní „Head Crusher“.
V březnu se Megadeth vydali na turné k dvacátému výročí vydání alba Rust in Peace. Skupinu doprovázeli Testament a Exodus a jednotlivá vystoupení se konala v Severní Americe. Během turné hráli Megadeth celé album. Před začátkem turné se ke skupině po osmi letech vrátil baskytarista David Ellefson. V rozhovoru pro magazín Classic Rock uvedl, že ho kontaktoval Shawn Drover, informoval ho o odchodu současného baskytaristy LoMenza a řekl mu: „Jestli byl někdy správný čas promluvit si s Davem [Mustainem], tak teď.“

### 2010–2012:Thirteen

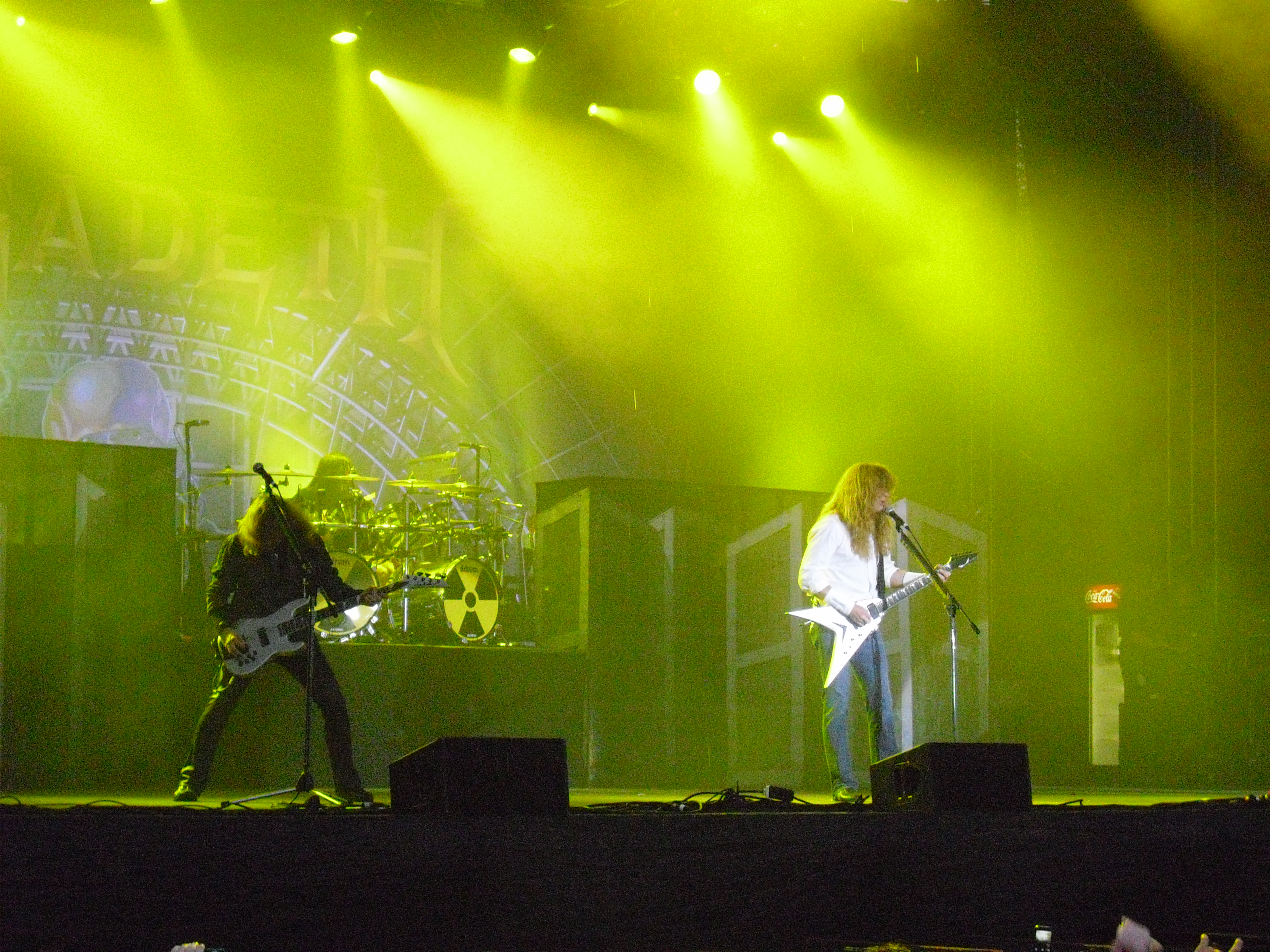
David Ellefson a Dave Mustaine na festivalu Norway Rock v červenci 2010

Kapely tvořící tzv. „velkou čtyřku“ thrash metalu (Megadeth, Metallica, Slayer a Anthrax) se rozhodly uspořádat v průběhu roku 2010 společná vystoupení. Koncerty byly součástí festivalu Sonisphere a konaly se v mnoha evropských zemích. V Česku proběhl koncert na letišti v Milovicích, v rámci festivalu Sonisphere. Záznam z vystoupení v Sofii v Bulharsku vyšel jako živé album s názvem The Big Four: Live from Sofia, Bulgaria. Další rok koncerty pokračovaly ve Spojených státech.
V červenci 2010, po evropských vystoupeních „velké čtyřky“, zahájili Megadeth a Slayer turné American Carnage Tour. Megadeth hráli u příležitosti dvacátého výročí vydání celé album Rust in Peace a Slayer hráli svou úspěšnou a rovněž dvacet let starou desku Seasons in the Abyss. Počínaje těmito koncerty se maskot Megadeth, Vic Rattlehead, začal pravidelně objevovat na pódiu, aby pozvedl úroveň živých vystoupení. Brzy poté hrály obě skupiny s kapelou Anthrax v rámci pravidelného amerického turné Jägermeister Music Tour. Během závěrečného koncertu, jenž se uskutečnil v Gibson Amphitheatre v Hollywoodu, vystoupil s kapelou při písni „Rattlehead“ i Kerry King, což se stalo prvně od roku 1984. Megadeth v březnu a dubnu roku 2011 i nadále pokračovali se Slayer v European Carnage Tour, během něhož vystoupili také v pražské O2 aréně. Vystupovali rovněž jako hlavní účinkující na každoročním Mayhem Festivalu v červenci a srpnu téhož roku.
V září vydala skupina DVD album Rust in Peace Live, nahrané v Hollywood Palladium v Los Angeles. Tentýž měsíc vydali Megadeth „Sudden Death“ pro videohru Guitar Hero: Warriors of Rock. Píseň vznikla na objednávku vydavatelů série Guitar Hero, kteří si přáli skladbu s ponurým textem a několika kytarovými sóly. Skladba byla nominována na cenu Grammy v kategorii Nejlepší metalový výkon.
Megadeth se vrátili do vlastního studia Vic's Garage, aby nahráli v pořadí třinácté studiové album. Produkoval ho Johnny K, protože producent předchozích dvou alb, Andy Sneap, nebyl tou dobou k zastižení. Album s názvem Thirteen vyšlo v listopadu 2011 a obsahovalo některé již dříve vydané skladby („Sudden Death“ a „Never Dead“). Dostalo se na 11. pozici Billboard 200 a hlavní singl, „Public Enemy No. 1“, byl nominován na cenu Grammy za Nejlepší hardrockový/metalový výkon, ale nevyhrál. Krátce po vydání alba Mustaine uvedl, že se po čtyřleté pauze bude v roce 2012 konat Gigantour. Sestavu tvořily kromě Megadeth kapely Motörhead, Volbeat a Lacuna Coil. Po skončení Gigantouru se Megadeth vydali na krátké letní turné po Spojených státech, doprovázel je zpěvák Rob Zombie.

### 2012–2014:Super Collider

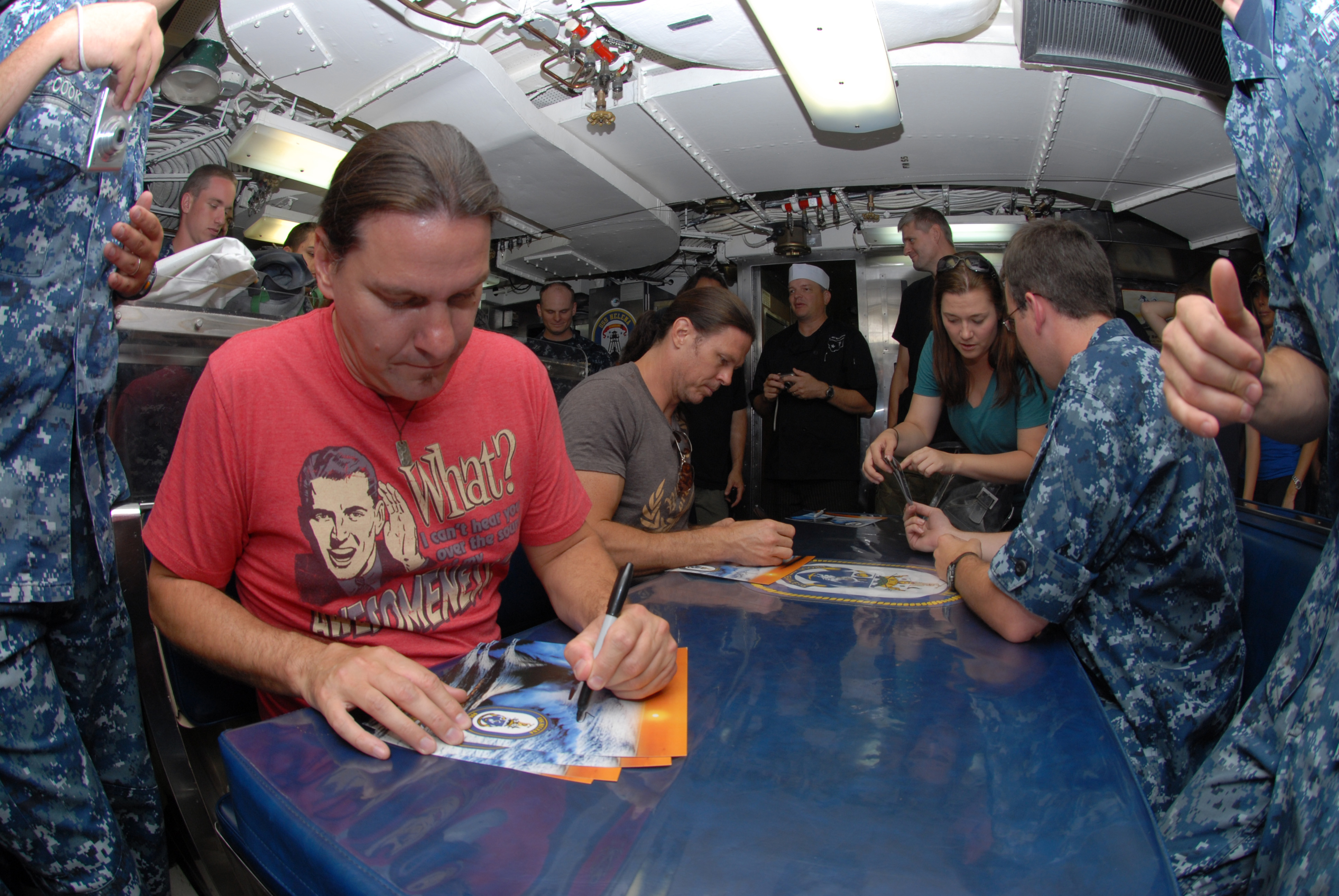
Shawn Drover a Chris Broderick rozdávají autogramy na palubě americké ponorky USS Helena

V září 2012 Megadeth oznámili, že znovu vydají Countdown to Extinction u příležitosti 20. výročí této desky. Uspořádali koncertní turné, kde hráli celé album. Jedno z vystoupení, v Pomona Fox Theater v Kalifornii, vyšlo následující rok jako živé album Countdown to Extinction: Live. Další skladba z alba Thirteen, „Whose Life (Is It Anyways?)“, byla nominována na cenu Grammy za Nejlepší hardrockový/metalový výkon, ale prohrála s „Love Bites (So Do I)“ skupiny Halestorm.
V srpnu oznámili Megadeth nahrávání čtrnáctého alba, opět s producentem Johnnym K. Na začátku roku 2013 opustili Roadrunner Records a přešli k Mustainovu nově založenému vydavatelství Tradecraft, distribuovanému společností Universal Music Group. Album s názvem Super Collider vyšlo v říjnu a umístilo se na šesté pozici Billboard 200, což byl nejlepší výkon od dob Youthanasia z roku 1994. Reakce kritiky na novou desky však byly značně negativní. Krátce po vydání Mustaine oznámil, že již přemýšlí o dalším, v pořadí patnáctém, albu. Uvedl, že pobídkou bylo úmrtí hlavního kytaristy Slayer, Jeffa Hannemana, vlivem něhož si uvědomil, že ani on nebude mít příležitost tvořit věčně. Myšlenku rozvedl v rozhovoru pro magazín Ultimate Guitar: „Času je málo. Nikdo neví, jak dlouho bude žít. Vím, co se stalo Jeffovi, proto chci psát co nejvíc, dokud můžu.“
Gigantour roku 2013 zahrnoval předkapely Black Label Society, Hellyeah, Device a Newsted. Při závěrečném vystoupení hrál s Megadeth bývalý baskytarista skupiny Metallica Jason Newsted píseň „Phantom Lord“, jejímž spoluautorem je Mustaine. Na začátku roku 2014 měli Megadeth hrát na festivalu Soundwave v Austrálii, ale z plánu sešlo kvůli neshodám s pořadatelem ohledně vedlejšího programu skupiny s Newstedem. V únoru vyšla kompilace jedenácti písní Megadeth z dob spolupráce s Capitol Records s názvem Icon.

### 2014–2017:Dystopia

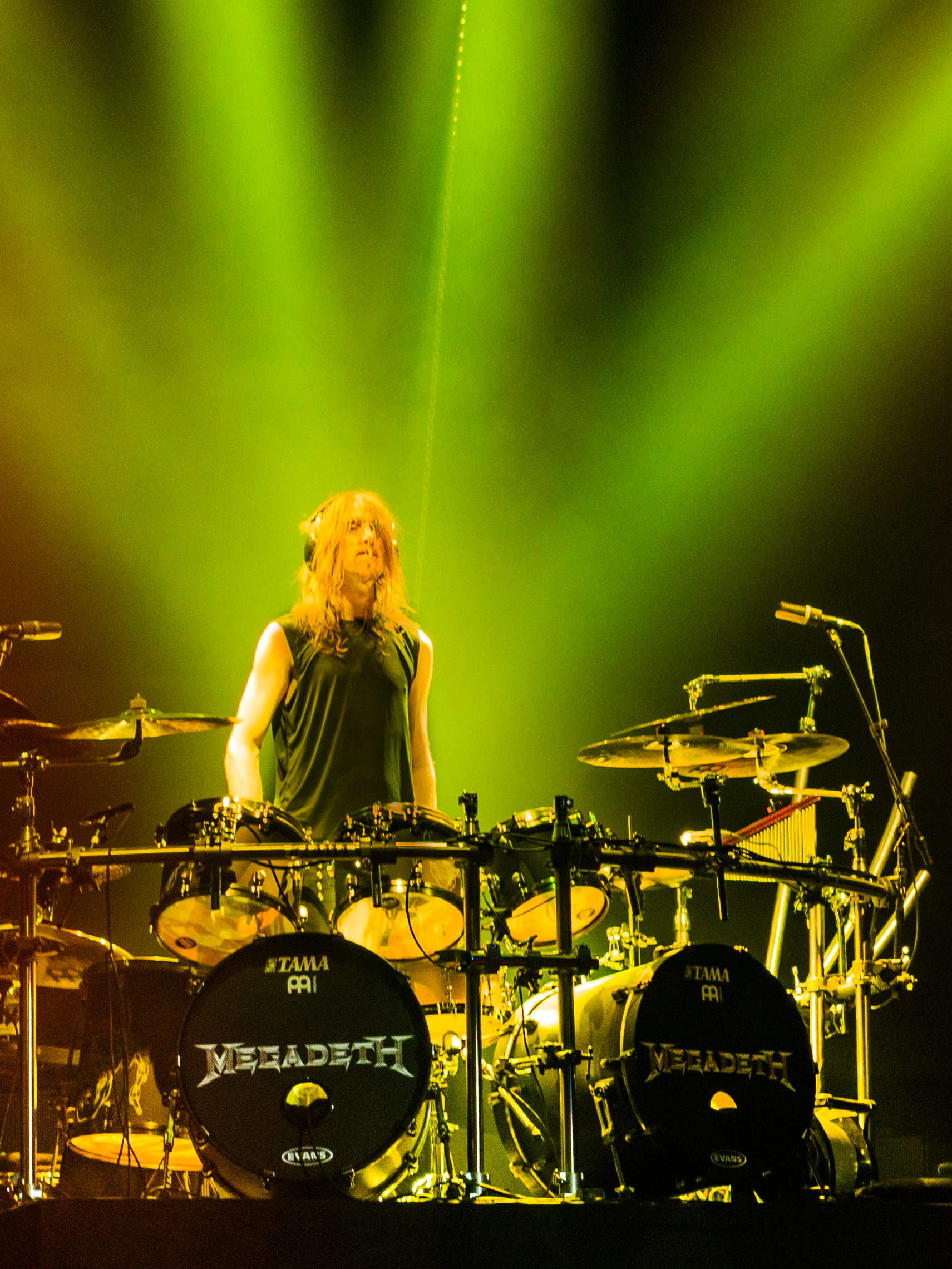
Bubeník Dirk Verbeuren se stal členem skupiny v roce 2016, nahradil Chrise Adlera

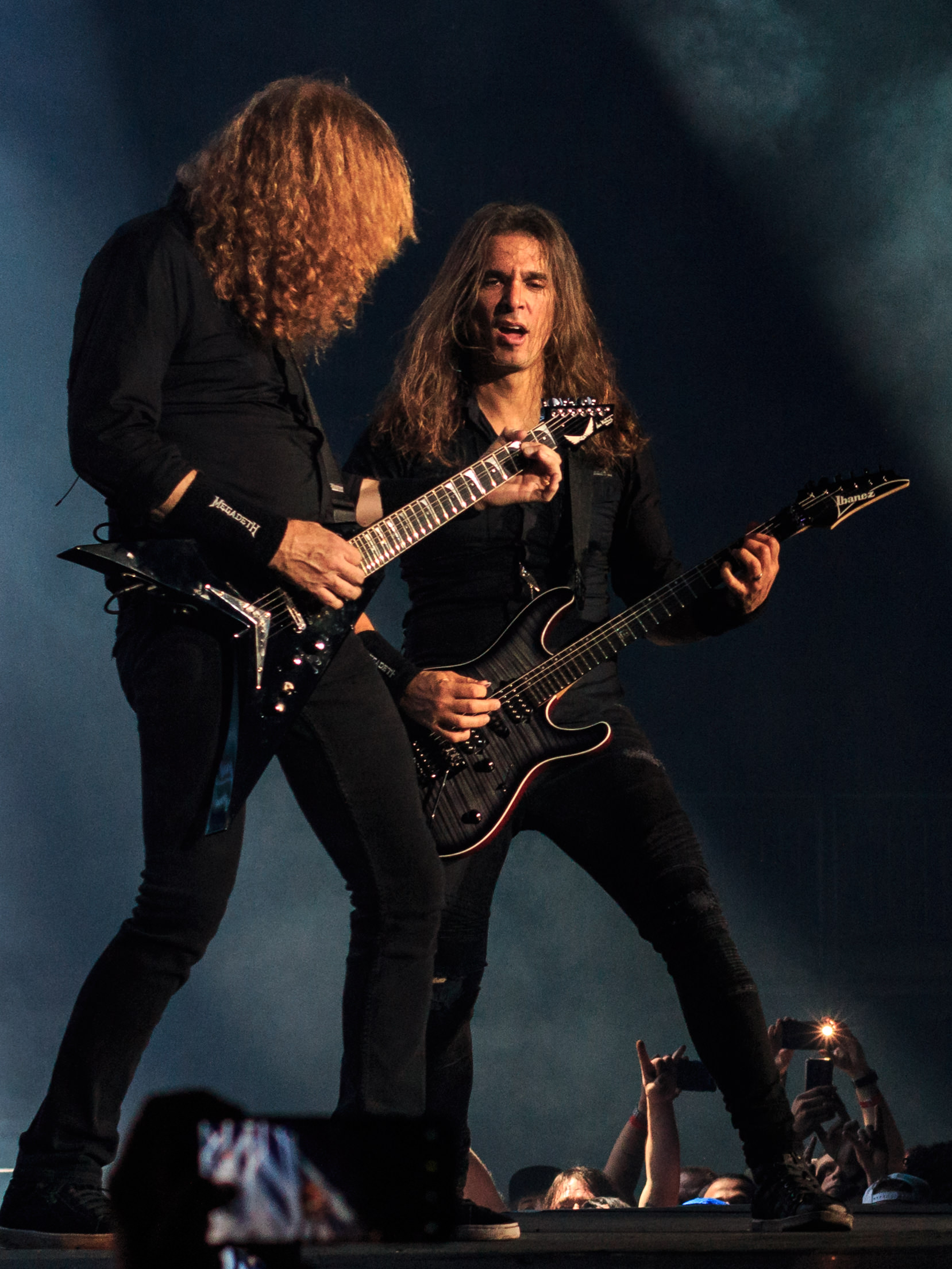
Kiko Loureiro (vpravo) a Dave Mustaine na koncertě v roce 2018

Zbytek roku 2014 přinesl skupině množství nezdarů. V květnu zemřel bratr baskytaristy Davida Ellefsona; skupina v reakci na to na měsíc přerušila turné, během kterého měla mj. vystoupit na Aerodrome festivalu v Praze. Srpnový koncert v Tel Avivu musel být zrušen kvůli ozbrojenému konfliktu mezi Izraelem a pásmem Gazy. Megadeth měli na konci září vystupovat na Motörboat cruise kapely Motörhead, ale odstoupili kvůli Mustainovým zdravotním komplikacím po operaci krční páteře. Na konci listopadu opustil skupinu po deseti letech bubeník Drover, protože se chtěl věnovat vlastním zájmům. Krátce poté odešel i kytarista Broderick, kvůli uměleckým a hudebním neshodám. Ellefson popřel zvěsti o rozpadu skupiny a uvedl, že on a Mustaine budou pokračovat v hudební tvorbě. Mustaine prohlásil, že jedním z důvodů Broderickova a Droverova odchodu byla frustrace způsobená fanoušky skupiny, kteří se dožadovali obnovení sestavy s Friedmanem a Menzou. Na nahrávání patnáctého studiového alba Megadeth byli přizváni bubeník Chris Adler ze skupiny Lamb of God a kytarista Kiko Loureiro ze skupiny Angra.
V říjnu 2015 vydali Megadeth skladbu „Fatal Illusion“ z jejich nového alba Dystopia, které vyšlo v lednu následujícího roku. Na jeho podporu se vydali na severoamerické turné, doprovázeli je Suicidal Tendencies, Children of Bodom a Havok (skupina Havok byla brzy odebrána kvůli sporům o smlouvu). Mustaine oznámil, že Adler, který hrál v té době v Lamb of God a Megadeth zároveň, už není členem kapely kvůli překrývajícím se časům vystoupení. Na Adlerovo doporučení se novým bubeníkem stal Dirk Verbeuren ze skupiny Soilwork. V září a říjnu se konalo další turné po Spojených státech, s Amon Amarth, Suicidal Tendencies, Metal Church a Butcher Babies.
Bývalý bubeník Menza zemřel 21. května 2016 na srdeční selhání, stalo se tak během vystoupení s kapelou OHM v jazzovém klubu v Los Angeles.
Na otázky ohledně vystoupení „velké čtyřky“ Mustaine odpovídal, že by byl potřeba zásah vyšší moci, neboť všechny skupiny pořádaly v roce 2017 turné podporující jejich nová alba (Hardwired...to Self-Destruct, For All Kings a Repentless). Po dvanácti nominacích na cenu Grammy ji Megadeth vyhráli, s titulní skladbou alba Dystopia v kategorii Nejlepší metalový výkon. Předávání se zúčastnili Mustaine, Loureiro, Ellefson a Verbeuren; bývalý bubeník Chris Adler, kterému byla cena také určena, se nedostavil. Během přejímání ceny hrál house band „Master of Puppets“ od skupiny Metallica, což způsobilo rozruch mezi fanoušky. Mustaine v rozhovoru uvedl, že mu to nevadilo, ale že to byla nejhorší verze „Master of Puppets“, jakou kdy slyšel.

### 2017–2021: připravované šestnácté album a odchod Ellefsona
V červnu 2017 uvedl Mustaine v rozhovoru s No Brown M&Ms, že Megadeth se chystají na konci roku začít nahrávat své šestnácté studiové album. Záměr skupiny dále rozvedl slovy: „Plánujeme se vrátit do studia, kde si koncem roku začneme navzájem představovat nové nápady. Plánujeme to na listopad nebo prosinec.“ O měsíc později se vyjádřil na Twitteru, že začal „sbírat nápady“ pro nové album, ale uvedl, že do studia se pravděpodobně dostanou až v polovině roku 2018 a nahrávku vydají v roce 2019.
V dubnu 2018 oznámili Megadeth znovuvydání Killing Is My Business… and Business Is Good!, s remasterovanými verzemi všech skladeb a novou verzí „These Boots“, jejíž text se více blíží originálu od Lee Hazlewooda. Reedice, Killing Is My Business… and Business Is Good! – The Final Kill, vyšla 8. června 2018.
Dne 25. září 2018 Megadeth uvedli, že se plánují vydat na svou první plavbu s názvem MegaCruise, která měla proběhnout v Tichém oceánu v roce 2019. O dva týdny později kapela upřesnila, že akce začne 13. října v Los Angeles a další koncerty budou následovat v San Diegu a Ensenadě. Na vystoupení přizvali mnoho dalších kapel, avšak samotní Megadeth se nakonec nezúčastnili, protože Mustainovi mezitím byla lékaři diagnostikována rakovinu hrtanu.
Mustaine sdílel 6. listopadu 2018 na Instagramu video se skladbou z nadcházejícího šestnáctého alba, které mělo vyjít v roce 2019. Megadeth 10. května 2019 oznámili, že zahájili předprodukci alba ve Franklinu v Tennessee, opět s Chrisem Rakestrawem, koproducentem Dystopia.
Ještě před jeho plánovaným vydáním ale kapela 22. března 2019 u příležitosti 35. výročí založení skupiny uvedla kompilační album Warheads on Foreheads. Mustaine na něj vybral 35 skladeb, přičemž každé z dosud vydaných studiových alb reprezentovala vždy alespoň jedna píseň. Sám frontman skupiny výběr okomentoval jako „35 nejúčinnějších zbraní z arzenálu skupiny“. Kritika desku přijala kladně.
Megadeth 17. června 2019 oznámili, že kvůli Mustainově zdravotnímu stavu ruší několik plánovaných vystoupení. Skupina měla původně vystupovat s Ozzym Osbournem na severoamerické části jeho No More Tours II, které se ale odložilo na rok 2020 a Megadeth na něm nahradil Marilyn Manson. Navzdory Mustainově nemoci kapela slíbila, že bude nadále pracovat na novém albu.
Dne 21. srpna 2019 kapela oznámila, že bude na začátku následujícího roku poprvé od Mustainovy nemoci hrát naživo, když doprovodí Five Finger Death Punch na jejich evropském turné. Jeho součástí se stal i koncert uskutečněný 14. února v pražské Tipsport aréně. Závěr turné přerušila pandemie covidu-19. V polovině roku 2020 se vrátili do studia v Nashville. Ellefson potvrdil, že práce na novém albu pokračují, a doplnil, že mezi nadcházejícími skladbami by se mohla objevit jím zpívaná píseň popisující jeho dřívější spory s Mustainem. Předběžné datum vydání nové desky je během roku 2021. Na její podporu skupina plánuje na léto toho roku turné po Spojených státech, během něhož je mají doprovázet Lamb of God, Trivium a In Flames.

### 2021–2024:The Sick, the Dying... and the Dead!, odchod Loureira a připravované sedmnácté album
V lednu 2021 oznámil Mustaine skupině fanoušků na platformě Zoom pravděpodobný název připravovaného alba – The Sick, the Dying... and the Dead!, zároveň však uvedl, že se ještě může do vydání změnit.
V podcastu Rock 'N' Roll Icons With Bode James uvedl baskytarista Ellefson nové informace o nadcházejícím albu, které se má vyrovant úspěšným klasikám Rust in Peace, Countdown to Extinction, nebo moderní Dystopia. Fanoušci prý mohou čekat jednak klasický thrash metal, zároveň však bude nová deska v duchu předchozích let rozmanitá.
V květnu 2021 byl Ellefson z kapely vyhozen kvůli nařčení ze sexuálního obtěžování. Následně Mustaine uvedl, že už se Ellefson v žádném případě do kapely nevrátí. V červenci na platformě Cameo sdělil, že všechny Ellefsonem nahrané basové linky už znovu nahrál nový baskytarista, který by se měl ideálně stát členem skupiny a jehož identita zatím zůstává v tajnosti. Megadeth 11. srpna oznámili, že na nadcházejícím turné s nimi bude vystupovat jejich bývalý baskytarista James LoMenzo. Megadeth 31. května 2022 oznámili, že James LoMenzo se stal stálým členem skupiny.
Po několika upoutávkách vyšel 23. června první singl, „We'll Be Back“. Spolu s ním byl zveřejněn i seznam skladeb připravované desky. O rok později tentýž den zemřel v 58 letech bývalý bubeník Lee Rausch.
V září 2023 Megadeth oznámili, že kytarista Kiko Loureiro odstupuje ze severoamerického turné 2023 z rodinných důvodů a jeho místo dočasně nahradí jeho kamarád a kytarista Teemu Mäntysaari. V listopadu 2023 Loureiro oznámil svojí pauzu z rodinných důvodů prodloužit do roku 2024, a hostující finský kytarista Teemu Mäntysaari se stal stálým členem skupiny.  V prosinci 2023 Mustaine odhalil svůj záměr vydat alespoň tři další studiová alba jako Megadeth, přičemž první by mělo být vydáno v roce 2025: „Pokud to mezi albem trvá dva roky – řekněme, že ano, pokud budu schopen je vydat rychle – budou to pravděpodobně tři roky, ale řekněme, že na toto album zbývá ještě dva roky. Alespoň jeden, takže se dostaneme do roku 2025.

### 2025–současnost: Odchod z Universal Music Group, nové album a rozlučkové turné
V březnu 2025 Megadeth oznámili, že Mustaineovo nahrávací společnost Tradecraft Records po 12 letech ukončilo spolupráci s vydavatelstvím Universal Music Group. Připojili se k novému metalovému vydavatelství BLK II BLK Records, které patří italské nahrávací společnosti Frontiers Records, která se zabývá rockovou hudbou.
Dne 14. srpna 2025 Megadeth spustila na svých webových stránkách tajuplné odpočítávání se sloganem: "The End is Near. It's Crystal Clear. Part of the Master Plan." Když odpočítávání skončilo skupina vydala oznamovací video "The End is Near" a jejich maskot Vic Rattlehead prohlašuje, že skupina udělá poslední studiové album a poslední celosvětové turné na rozloučenou. Mustaine uvedl: "Spousta hudebníků ukončila kariéru, ať už náhodou, nebo úmyslně. Málokomu se ale podařilo odejít na vrcholu. Přesně tam jsem právě teď já. Procestoval jsem svět, získal jsem miliony fanoušků. Nezlobte se na nás, nebuďte smutní a přijďte se s námi rozloučit. Dokázali jsme něco opravdu jedinečného, co se asi nebude opakovat. Založili jsme nový styl, odstartovali jsme revoluci, změnili jsme kytarový svět a vůbec celý svět."

## Kontroverze
Mustaine měl v průběhu let mnoho buřičských prohlášení v tisku, většinou ohledně problémů s bývalými spoluhráči ze skupiny Metallica. Nevraživost vznikla v důsledku jeho vyhazovu a neshod ohledně uvedení autorství skladeb. Svůj vztek vyjádřil Mustaine ve filmu Metallica: Some Kind of Monster, ve scéně, se kterou později nesouhlasil, protože ho podle něj špatně charakterizovala a nevystihovala dobře celou situaci.
V roce 1988, během živého vystoupení, při písni „Anarchy in the U.K.“ v Antrimu v Severním Irsku Mustaine skladbu v opilosti zmateně věnoval „cíli“ dát „Irsko zpátky do rukou Irům“. V reakci na to se v obecenstvu strhla potyčka mezi katolíky a protestanty a Megadeth museli zpět do Dublinu odjet v neprůstřelném autobusu. Mustaine později tvrdil, že mu padělatelé triček před koncertem špatně vyložili, co přesně onen „cíl“ znamená. Netušil, že se jedná o eufemismus pro skupinu, která tou dobou páchala teroristické útoky. Incident posloužil jako inspirace k napsání písně „Holy Wars... The Punishment Due“.
Kapele také způsobily řadu problémů kontroverzní či mylně vyložené texty. V roce 1988 stanice MTV tvrdila, že skladba „In My Darkest Hour“ podporuje sebevraždu a zakázala její videoklip. Ze stejného důvodu bylo zakázáno i hraní klipu k „À Tout le Monde“, ačkoliv se Mustaine vyjádřil, že píseň je psaná z pohledu umírajícího muže, říkajícího svá poslední slova svým milovaným. Podle něj se také MTV zdála videa k „Skin o' My Teeth“ a „Symphony of Destruction“ „trochu moc drsná“ a odmítla je hrát.
V roce 2001 zrušila malajská vláda plánované vystoupení kapely v hlavním městě, protože hudba a image skupiny byly vnímány negativně. Vláda mimo jiné označila maskota skupiny, Vica Rattleheada, za nevhodného; členům kapely bylo řečeno, že jestli uspořádají koncert, budou zatčeni. Dave Mustaine se vyjádřil slovy „Rozumím, co se malajská vláda snaží udělat, a je obdivuhodné, že se snaží chránit mladé lidi své země. Na druhou stranu to ale ukazuje míru ignorance a apatie, kterou vůči onomu problému má.“ Svůj historicky první koncert v zemi Megadeth uspořádali až o šestnáct let později, v květnu roku 2017. Členové skupiny to označili za „velké vítězství malajského lidu a obecně všech milovníku metalu“. Tamější islámská strana sice vyjádřila svůj nesouhlas s koncertem, ale nekonaly se žádné protesty, za což Mustaine na Twitteru poděkoval.
V roce 2003 se Mustaine uzdravil ze zranění ruky, které málem ukončilo jeho kariéru, a stal se znovuzrozeným křesťanem. Mírnou kontroverzi vyvolal oznámením, že kvůli jeho víře již nebudou Megadeth hrát naživo některé skladby. V květnu 2005 údajně hrozil zrušením koncertů v Řecku a Izraeli kvůli protikřesťanským názorům blackmetalových kapel, které Megadeth doprovázely (Rotting Christ a Dissection). Tyto dvě skupiny nakonec svá vystoupení zrušily.
V červenci roku 2004 se Ellefson soudil s Mustainem o osmnáct a půl milionu dolarů. V obžalobě tvrdil, že ho Mustaine podvedl při rozdělování peněz za příjmy z turné a z autorských poplatků. Proces byl v roce 2005 ukončen a Mustaine podal protižalobu s tvrzením, že Ellefson použil jméno skupiny v reklamě na hudební vybavení. Spor nakonec vyřešili mimosoudně.

## Hudba

### Vliv, styl hudby
Zvuk Megadeth značně ovlivnily klasické heavymetalové kapely (UFO, Budgie či Black Sabbath), skupiny nové vlny britského heavy metalu jako Judas Priest, Motörhead, Iron Maiden, Venom a Diamond Head, a v neposlední řadě punkrockové skupiny jako Sex Pistols nebo Ramones. U stylu hry na kytaru se Megadeth nechali inspirovat mimo jiné hardrockovými skupinami jako AC/DC, Queen, Led Zeppelin a Scorpions. Přestože má jejich hudba své kořeny v punku, univerzitní profesor Jason Bivins napsal, že Megadeth následovali hudební osnovu kapel Motörhead a Iron Maiden a smísili „instrumentální virtuozitu kapel nové vlny britského heavy metalu s rychlostí a agresí hardcore punku.“ Mustaine také uvedl, že ho ovlivnila alba Beatles a Davida Bowieho.
Mustaine je hlavním textařem a skladatelem Megadeth. Při tvoření skladeb začíná riffem, který se po úpravách stane hlavní částí skladby. Dále uvedl, že částí písní vznikají odděleně, a až pak z nich skupina vytvoří celistvou skladbu. Bubeník Shawn Drover prohlásil, že si Mustaine nechal v zásobě množství nepoužitých riffů, a že některé novější skladby jsou tedy založené na starých, nevydaných demonahrávkách. Ellefson uvedl, že kapela stále vytváří nový materiál a že vytváření nahrávky začíná setkáním ve studiu a následnou výměnou nápadů a diskusí ohledně konceptu alba, výtvarné stránky a názvů skladeb. Texty vznikají většinou až po složení hudby. Dle Mustaina je mnoho textů inspirováno literaturou, např. romány George Orwella.
V hudbě Megadeth a jejich současníků z undergroundového metalu 80. let se objevují chraplavé vokály, trhané riffy, tremola a specifické akordy, tzv. power chords. Nahrávky z této éry měly často velmi omezené rozpočty. Po založení Megadeth se Mustaine nadále soustředil – jako předtím ve skupině Metallica – na thrash metal, s větším důrazem na rychlost a intenzitu. Pro Megadeth je typická vysoká instrumentální úroveň skladeb, s rychlými rytmickými pasážemi a komplexní strukturou. Většina skladeb je nahrána se standardním laděním kytar – Mustaine tvrdí, že oproti jiným druhům ladění je melodičtější. V roce 2017 Ellefson nicméně uvedl, že skupina nedávno přešla na nižší ladění, mj. proto, že to Mustainovi usnadňuje zpěv.
V začátcích kapely byl Mustaine doprovodný kytarista a Chris Poland sólový. Ačkoli se Poland podílel jen na prvních dvou albech, hudební kritici Pete Prown a Harvey P. Newquist tvrdí, že byla hudba Megadeth díky jeho jazzovým prvkům pestřejší. Svou zásluhu na zvuku kapely měl i bubeník Samuelson, rovněž původně jazzový hudebník. Podle redaktora magazínu Metal Maniacs, Jeffa Wagnera, dosáhla kapela textařského vrcholu na albu Rust in Peace, které popsal jako „příval přesnosti a ladnosti podporující tvrzení, že jsou Megadeth nejmodernější speedmetalovou kapelou světa.“ Muzikolog Glenn Pillsbury uvedl, že z hlediska kytar je nahrávka směsicí Mustainova „řízeného chaosu“ a Friedmanovy „technické brilantnosti“. Na dalších deskách skupiny z devadesátých let se pak objevily skladby s kompaktní strukturou a prostšími riffy.

### Texty
Texty Megadeth často pojednávají o smrti, (jaderné) válce, náboženství a politice. Po lyrické stránce se zaměřují spíše na nihilistická témata, ale někdy se zabývají např. odcizením či sociálními problémy. Na prvních albech se také objevily motivy okultismu, černé magie, satanismu a násilí. Mustaine roku 2010 v rozhovoru uvedl, že je pro něj velmi těžké hrát skladbu „The Conjuring“, jelikož se v roce 2003 stal křesťanem.
Alba Rust in Peace a Countdown to Extinction se vyznačují množstvím skladeb o vojensko-průmyslovém komplexu, vládních konspiracích a jaderných konfliktech („Hangar 18“, „Rust in Peace… Polaris“, „Architecture of Aggresion“) či jejich následcích („Dawn Patrol“, „Ashes in Your Mouth“).
Důležitým tématem je též politika. Píseň „Hook in Mouth“ se vyjadřuje proti političce Tipper Goreové a komisi PMRC, kterou založila a jež bojovala za cenzuru podle ní „nevhodné“ hudby. Ve skladbě „Symphony of Destruction“ se Mustaine vyjadřuje proti diktatuře. Písně „Peace Sells“ a „United Abominations“ zase kritizují Organizaci spojených národů pro její neúčinnost, přičemž „United Abominations“ je satirou na anglický název organizace, United Nations. Texty pozdějších nahrávek se nesou v podobném duchu, kdy je Mustainův všeobecný cynismus vůči politice patrný například ve skladbách „The World Needs A Hero“ či „Blackmail the Universe“.
Když byla kapela po komerční stránce na vrcholu, soustředil se Mustaine na osobnější témata, jako mezilidské vztahy, závislosti či hazard („Poison Was the Cure“, „Use the Man“, „Tornado of Souls“, „Addicted to Chaos“, „Family Tree“, „A Tout le Monde“). Například texty na Cryptic Writings podle svých slov napsal tak, aby svým obsahem zapůsobily na širší publikum.

### Maskot
Maskotem Megadeth je Vic Rattlehead; vyskytuje se na mnoha albech kapely, dále na tričkách, plakátech a dalších předmětech. Vic má tělo kostlivce, který ztělesňuje japonské přísloví „neslyším zlo, nevidím zlo, nemluvím zlo“ – jeho oči jsou zakryté přinýtovaným hledím, ústa jsou sevřená svorkami a na uších má kovové klapky. Nosí tmavý oblek s košilí a kravatou, na albech někdy také vojenskou uniformu.
Vic se poprvé objevil na přebalu demonahrávky The Last Rites jen jako hrubý nákres hlavy (lebky), jehož autorem byl Mustaine. Znovu se objevil na prvním studiovém albu, Killing Is My Business… and Business Is Good!,  píseň „Skull Beneath the Skin“ z téhož alba popisuje jeho stvoření. Mustainovi se ale nová verze nelíbila, definitivní vzhled tak maskot dostal až na přebalu alba Peace Sells… but Who's Buying?. „Vic“ je zkratkou anglického slova „victim“, oběť; „Rattlehead“ je výraz, který používala Mustainova matka, když ho viděla při metlení. Dave Mustaine uvedl, že maskot reprezentuje jeho pocity ohledně náboženského útlaku a svobody projevu. Vic se objevil na přebalu prvních čtyř studiových desek (1985–1990), na předních stranách nahrávek z let 1991–2000 se nevyskytoval. Vrátil se v roce 2001 s albem The World Needs a Hero; od té doby se v různé podobě objevuje na přebalu či v bookletu všech dalších alb Megadeth: na přebalu Greatest Hits: Back to the Start lze jeho hlavu vidět v atomovém hřibu, na přední straně Super Collider je pouze jako zastřený odraz, na albu Dystopia jako robot atd.
Na albu United Abominations má Vic podobu starého muže s prvky jezdců Apokalypsy. Skupina si tehdy přála dát mu po dvaceti letech novou tvář a vyhlásila soutěž. Autorem vítězného návrhu byl John Lorenzi. Ačkoliv byl autorem Vica i na albech Warchest, Endgame a Thirteen, maskotovi se vrátila jeho původní podoba.
Od roku 2010 se Vic objevuje na pódiu během živých vystoupení.

### Odkaz
S celosvětovým prodejem 38 milionů nosičů jsou Megadeth jednou z mála amerických undergroundových skupin 80. let, které získaly mainstreamový komerční úspěch. Spolu se svými současníky (Metallica, Slayer, Anthrax) jsou Megadeth považovaní za jednu z klíčových a zakládajících thrashmetalových skupin. Tyto čtyři kapely se neformálně označují jako tzv. „velká čtyřka“ thrash metalu, zodpovědná za jeho rozvoj a popularizaci. Magazín Loudwire umístil Megadeth na třetí místo žebříčku nejlepších thrashmetalových skupin všech dob (za kapely Slayer a Metallica) a ocenil „provokativní texty a dechberoucí virtuozitu“. Podle CMJ New Music Report je debutové album klíčovou metalovou nahrávkou a představuje „zlatou éru speed metalu“. Billboard podobně označil druhé album, Peace Sells... but Who's Buying?, za „milník thrashmetalového hnutí“ a jeho texty považoval po dvaceti letech za stále relevantní. Za významné Megadeth označila i MTV, která vyzdvihla zejména technickou stránku jejich prvních alb. Magazín Loudwire umístil Peace Sells… but Who's Buying? na čtvrté místo v žebříčku nejlepších padesáti thrashmetalových alb všech dob; Rust in Peace se umístilo osmé.
Megadeth jsou považovaní za jednu z hudebně nejvlivnějších skupin, které vznikly v 80. letech 20. století. Protože byli důležitými aktéry počátků amerického thrash metalu, ovlivnila jejich tvorba např. death metal. Sociolog Keith Kahn-Harris uvedl, že mainstreamový úspěch Megadeth pomohl přinést extrémní metal do zemí, kde byl předtím prakticky neznámý. Zvuk kapely a přebaly jejich alb inspirovaly množství thrashmetalových skupin 21. století; jen ve Spojených státech prodali Megadeth mezi lety 1991 a 2014 přes 9 milionů nosičů.
Po celém světě existuje mnoho „revival“ skupin, které hrají písně z katalogu Megadeth. Patří mezi ně např. Gigadeth, Meccadeth a Cryptic Writings (USA), Mecanix (Kanada), Megadeth UK (Spojené království), Vortex (Maďarsko) či nizozemská kapela Megaseth, hrající již od roku 2001. Britští The Big Four Tribute Band hrají, jak napovídá jejich název, písně thrashmetalové „velké čtyřky“. V prosinci 2019 vystoupil v baru v Buenos Aires baskytarista David Ellefson se skupinou Mellowdeth, která hraje akustické verze skladeb Megadeth.

## Megadeth v Česku
- 5. dubna 1994 – Malá sportovní hala – Praha (Youthanasia Tour)
- 29. října 1997 – Malá sportovní hala – Praha (Cryptic Writings Tour)
- 27. června 2001 – Palác Akropolis – Praha (The World Needs a Hero Tour)
- 7. března 2008 – Zimní stadion Luďka Čajky – Zlín (Tour of Duty/Gigantour)
- 19. června 2010 – Sonisphere Festival – Milovice (Rest in Peace 20th Anniversary Tour)
- 10. dubna 2011 – O2 arena – Praha (Tour 2011)
- 8. června 2012 – Metalfest Open Air – Plzeň (Thirteen Tour)
- 12. června 2018 – Home Monitoring Aréna – Plzeň (Judas Priest – Firepower Tour)
- 14. února 2020 – Sportovní hala Fortuna – Praha (5FDP – F8 Tour)
- 17. srpna 2023 – Enteria Arena – Pardubice (Europe...2023! Tour)
- 7. října 2025 – O2 arena – Praha (Disturbed – The Sickness 25th Anniversary Tour)

## Členové
- Dave Mustaine – zpěv, kytary (1983–2002, 2004–současnost)
- James LoMenzo – baskytara, doprovodný zpěv (2006–2010, 2022–současnost, host: 2021–2022)
- Dirk Verbeuren – bicí (2016–současnost)
- Teemu Mäntysaari – kytary, doprovodný zpěv (2023–současnost, host: září – listopad 2023)

## Diskografie
- Killing Is My Business… and Business Is Good! (1985)
- Peace Sells… but Who's Buying? (1986)
- So Far, So Good… So What! (1988)
- Rust in Peace (1990)
- Countdown to Extinction (1992)
- Youthanasia (1994)
- Cryptic Writings (1997)
- Risk (1999)
- The World Needs a Hero (2001)
- The System Has Failed (2004)
- United Abominations (2007)
- Endgame (2009)
- Thirteen (2011)
- Super Collider (2013)
- Dystopia (2016)
- The Sick, the Dying… and the Dead! (2022)

## Ocenění
Classic Rock Roll of Honour Awards
- 2014: Metal Guru – Dave Mustaine

Clio Awards
- 2016: Silver Winner – „The Megadeth VR Experience“

Genesis Awards
- 1993: Doris Day Music Award – Countdown to Extinction

Grammy Awards
- 2017: Nejlepší metalový výkon – „Dystopia“

Loudwire Music Awards
- 2011: Metalové album roku – Thirteen
- 2011: Metalová skladba roku – „Public Enemy No. 1“

Metal Hammer Golden Gods Awards
- 2007: Riff Lord – Dave Mustaine
- 2015: Golden God – Dave Mustaine

Revolver Golden Gods Awards
- 2009: Golden God – Dave Mustaine